# Seznam světového dědictví v Evropě, A–Ch
Toto je seznam památek světového dědictví UNESCO v Evropě. Pro obsáhlost je Seznam světového kulturního a přírodního dědictví v Evropě rozdělen do čtyř částí seřazených abecedně podle států, které zařazení lokality do Seznamu navrhly. Tato část obsahuje státy od Albánie po Chorvatsko. Následující přehled památek je aktuální k datu 27. 7. 2025.
U každé položky je uveden český název, oficiální anglický název dle seznamu UNESCO, stručná charakteristika a odkaz na základní zdůvodnění zápisu dle UNESCO. Číslo v odkazu je současně číslo, pod kterým je lokalita vedena v Seznamu. Položky seznamu u jednotlivých zemí jsou řazeny podle roku zápisu do Seznamu. V souladu s oficiálním seznamem UNESCO je Izrael a celé území Turecka řazeno mezi evropské země.

## Albánie

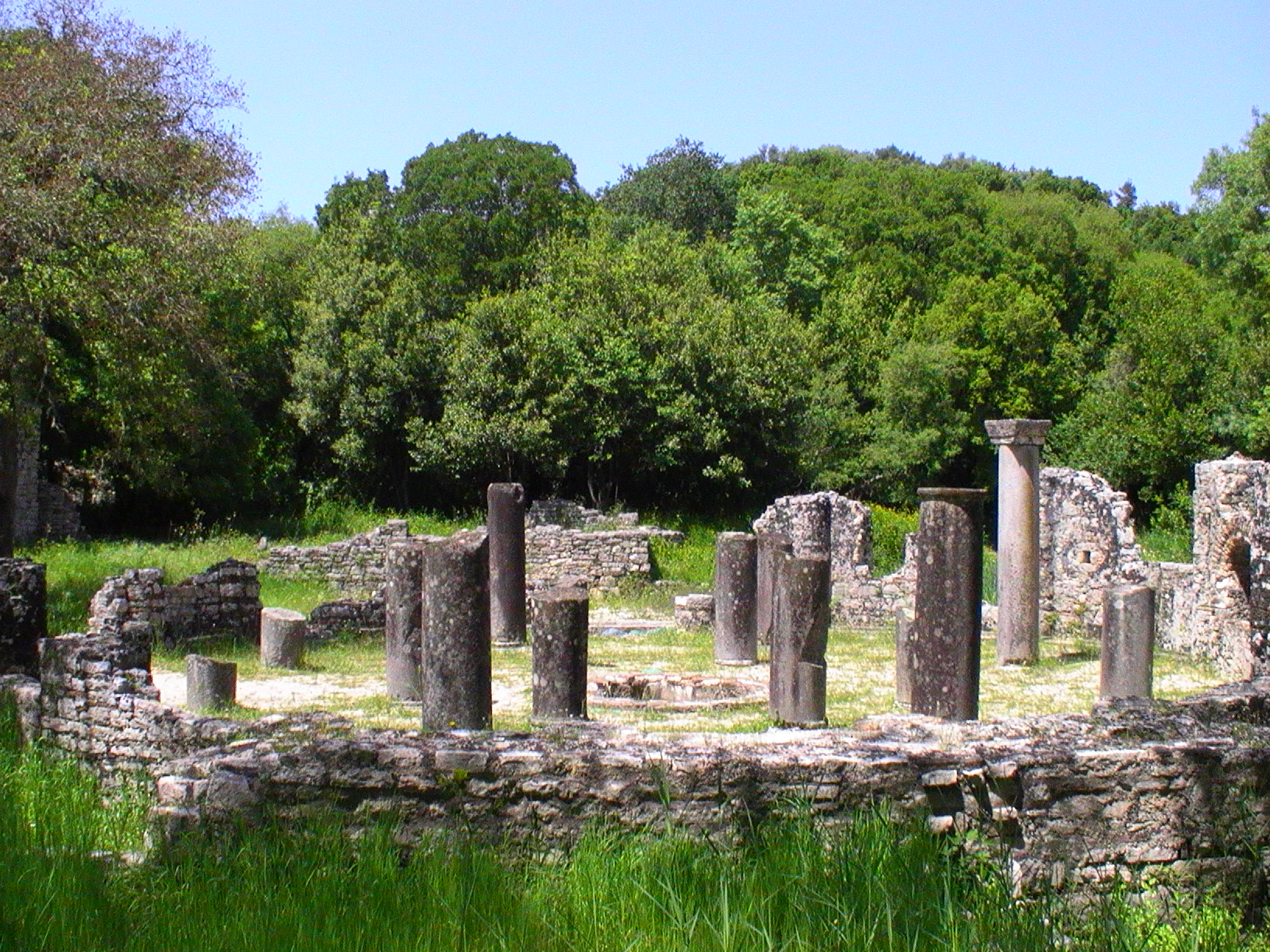
Antické ruiny baziliky v Butrintě

1. Butrint
Butrint
Ruiny starého antického města.
1992, 1999
http://whc.unesco.org/en/list/570
2. Historická centra měst Berat a Gjirokastër
Historic Centres of Berat and Gjirokastra
Historická města v Albánii jsou vzácnými příklady dobře dochovaných otomanských měst.
2005, 2008
http://whc.unesco.org/en/list/569
3. Původní bukové lesy Karpat a dalších oblastí Evropy
Primeval Beech Forests of the Carpathians and Other Regions of Europe
Zachovalé bučiny v různých oblastech Evropy od Pyrenejí po Černé moře.
2007, 2011, 2017, 2021
http://whc.unesco.org/en/list/1133
4. Přírodní a kulturní dědictví ochridského regionu 
Natural and Cultural Heritage of the Ohrid region
Ochridské jezero a okolní kulturní krajina s raně-křesťanskými chrámy
1979, 2019
http://whc.unesco.org/en/list/99

## Andorra

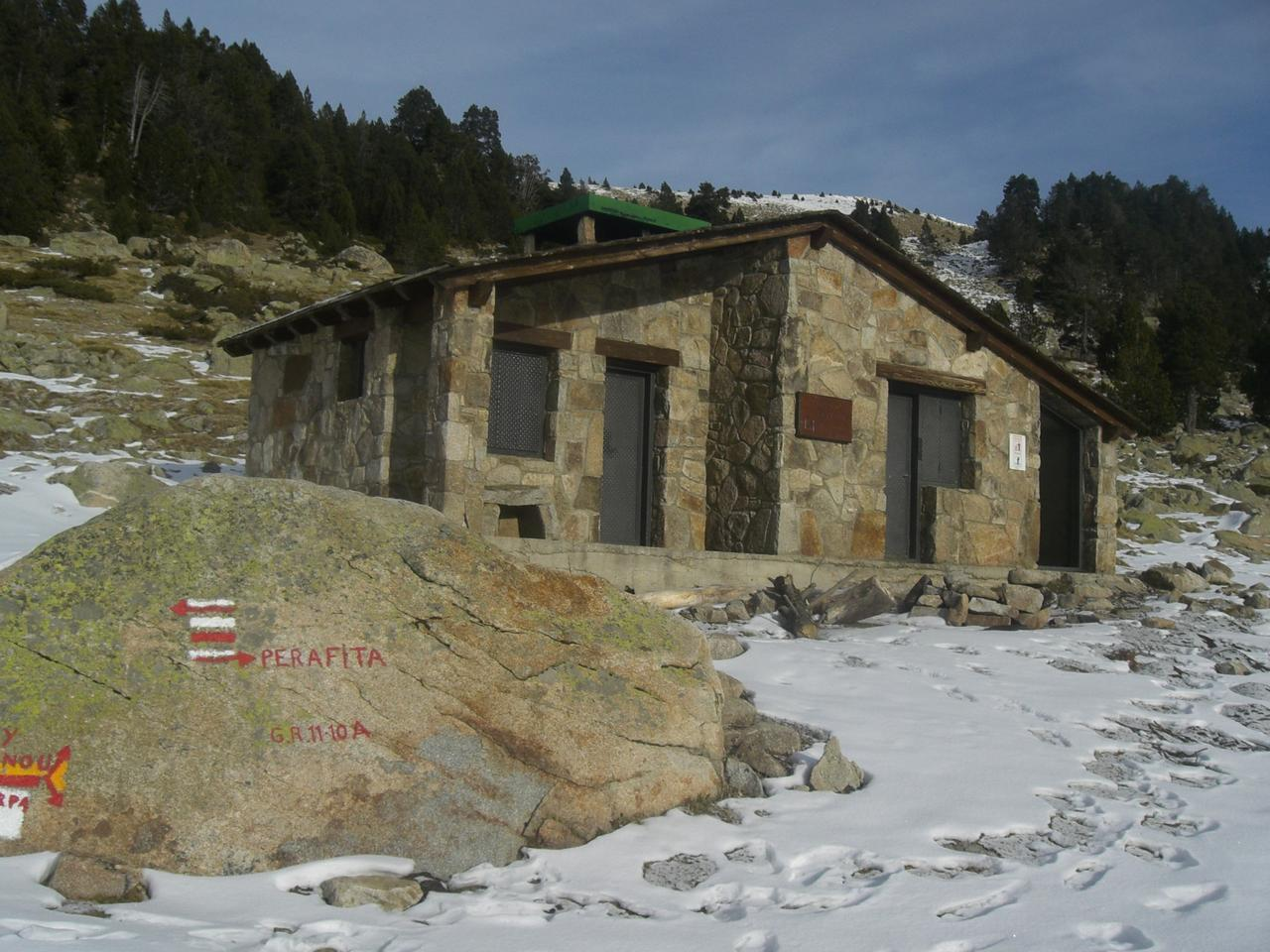
Údolí Madriu-Claror-Perafita

1. Údolí Madriu-Claror-Perafita
Madriu-Perafita-Claror Valley
Kulturní krajina údolí je příkladem toho, jak lidé po staletí využívali zdroje vysoko v Pyrenejích.
2004
http://whc.unesco.org/en/list/1160

## Arménie

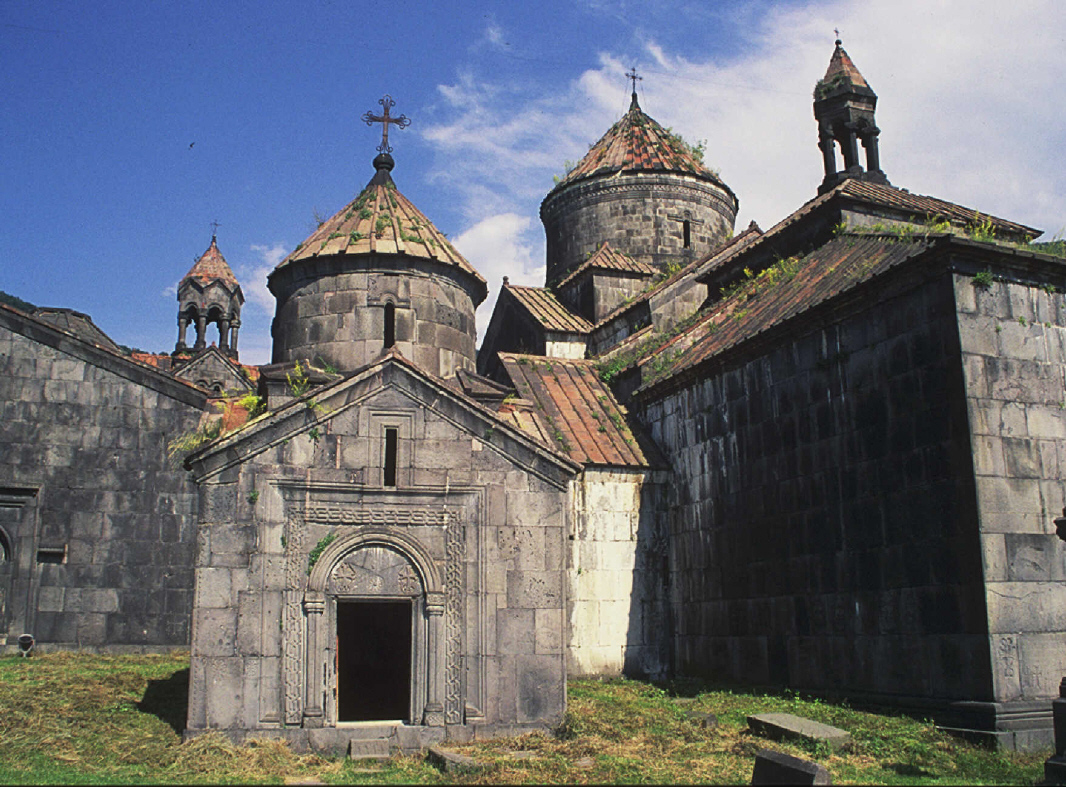
Klášter Haghpat

1. Kláštery Haghpat a Sanahin
Monasteries of Haghpat and Sanahin
Kláštery jsou typickou ukázkou tradiční byzantské architektury 10. až 13. století.
1996, 2000
http://whc.unesco.org/en/list/777
2. Katedrála a kostely v Ečmiadzinu a archeologické naleziště Zvarthnoc
Cathedral and Churches of Echmiatsin and the Archaeological Site of Zvartnots
Ečmiadzinské kostely a katedrála i archeologické naleziště Zvarthnoc ukazují vývoj a rozkvět tohoto typu kostelů v celé oblasti.
2000
http://whc.unesco.org/en/list/1011
3. Klášter Geghard a údolí Azat
Monastery of Geghard and the Upper Azat Valley
Geghardský klášter zahrnuje množství kostelů a hrobek, které ilustrují vrchol arménské středověké architektury.
2000
http://whc.unesco.org/en/list/960

## Ázerbájdžán

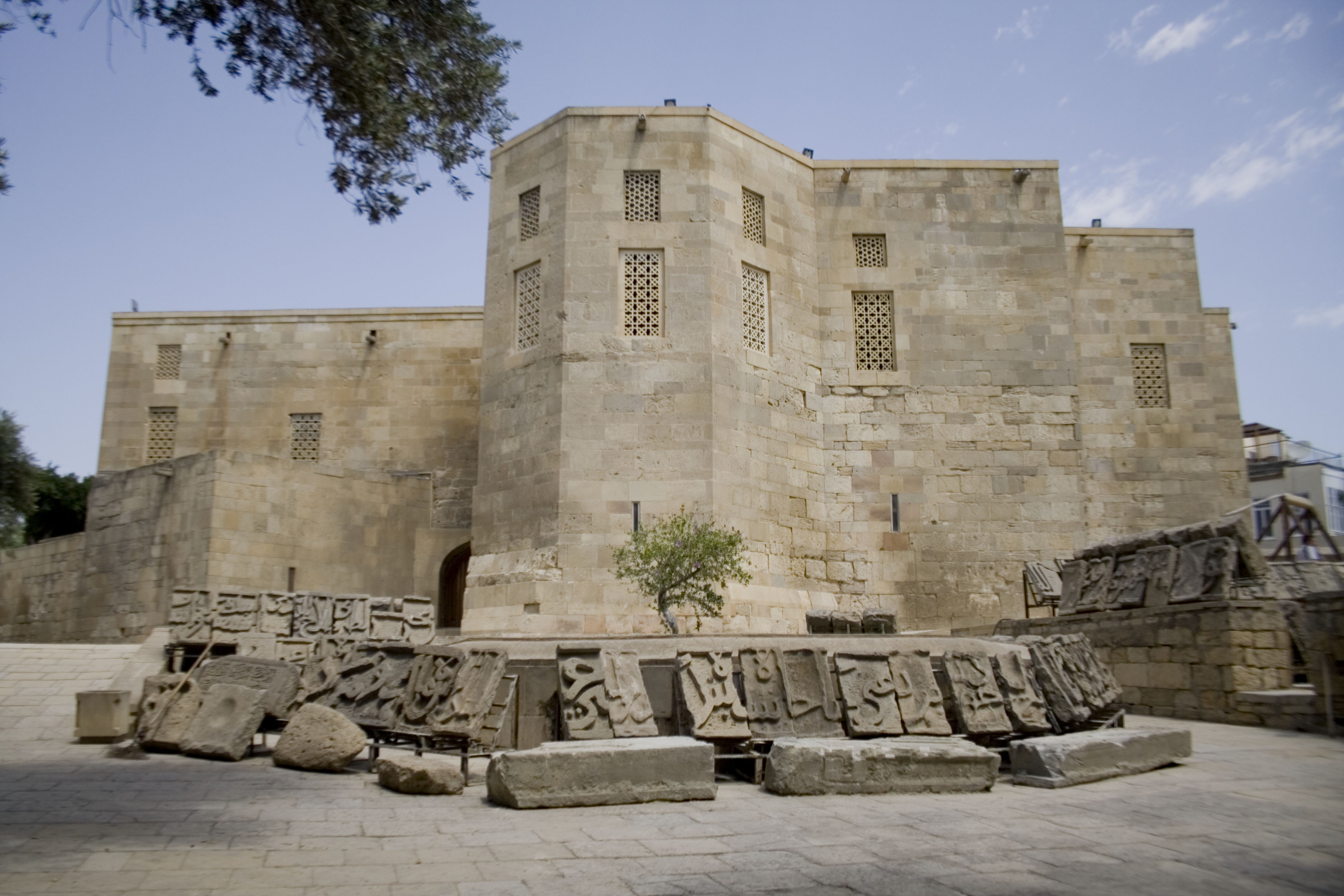
Palác Širvanšáhů

1. Opevněné město Baku s Panenskou věží a Palácem Širvanšáhů
Walled City of Baku with the Shirvanshah's Palace and Maiden Tower
Vliv střídajících se kultur od perské a otomanské po ruskou. Věž Giz Galasy z 12. století a Shirvanshahův palác z 15. století patří mezi perly ázerbájdžánské architektury
2000, 2003
http://whc.unesco.org/en/list/958
2. Qobustanská archeologická rezervace
Gobustan Rock Art Cultural Landscape
Galerie skalních kreseb a zbytky osídlení od pozdního paleolitu až do středověku.
2007
http://whc.unesco.org/en/list/1076
3. Historické centrum Şəki s palácem chánů
Historic Centre of Sheki with the Khan’s Palace
Město Şəki bylo kdysi centrem výroby hedvábí a nachází se zde i cenný Chánův palác z 19. století.
2019
http://whc.unesco.org/en/list/1549
4. Hyrkánské lesy
Hyrcanian forests
Smíšený horský les podél jižního pobřeží Kaspického moře.
2019, 2023
http://whc.unesco.org/en/list/1584
5. Kulturní krajina Hinalug a stezka transhumance “Köç Yolu”
Cultural Landscape of Khinalig People and “Köç Yolu” Transhumance Route
Vysokohorská obec a okolní krajina, kde probíhá sezónní migrace hospodářských zvířat.
2023
https://whc.unesco.org/en/list/1696

## Belgie

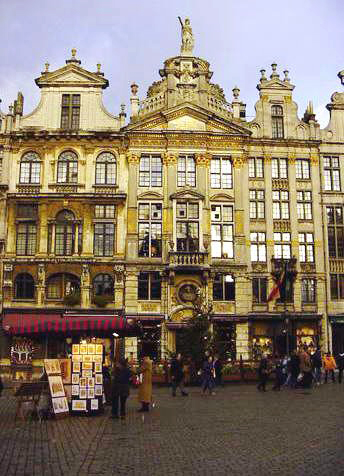
Grand-Place v Bruselu

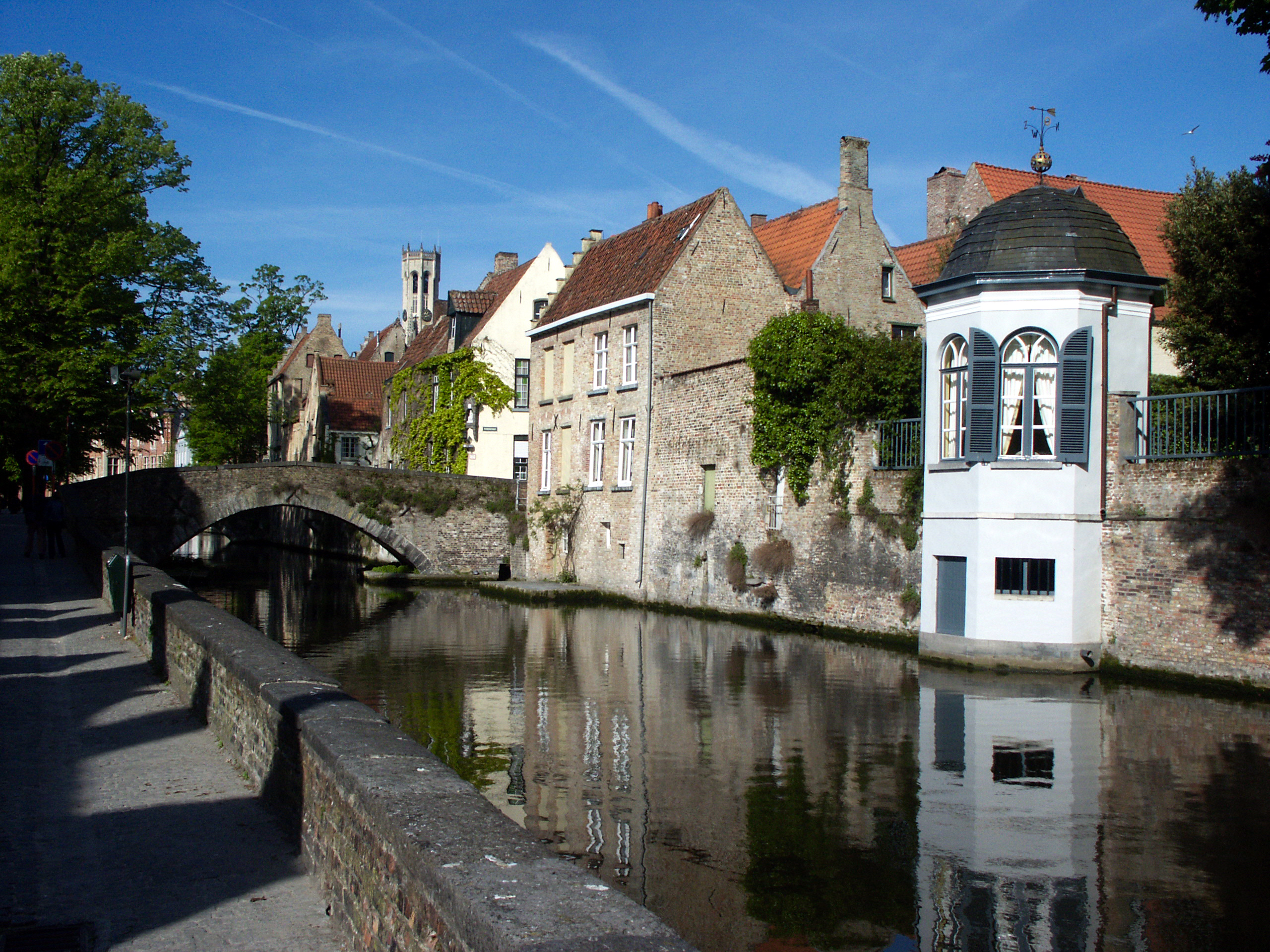
Bruggy

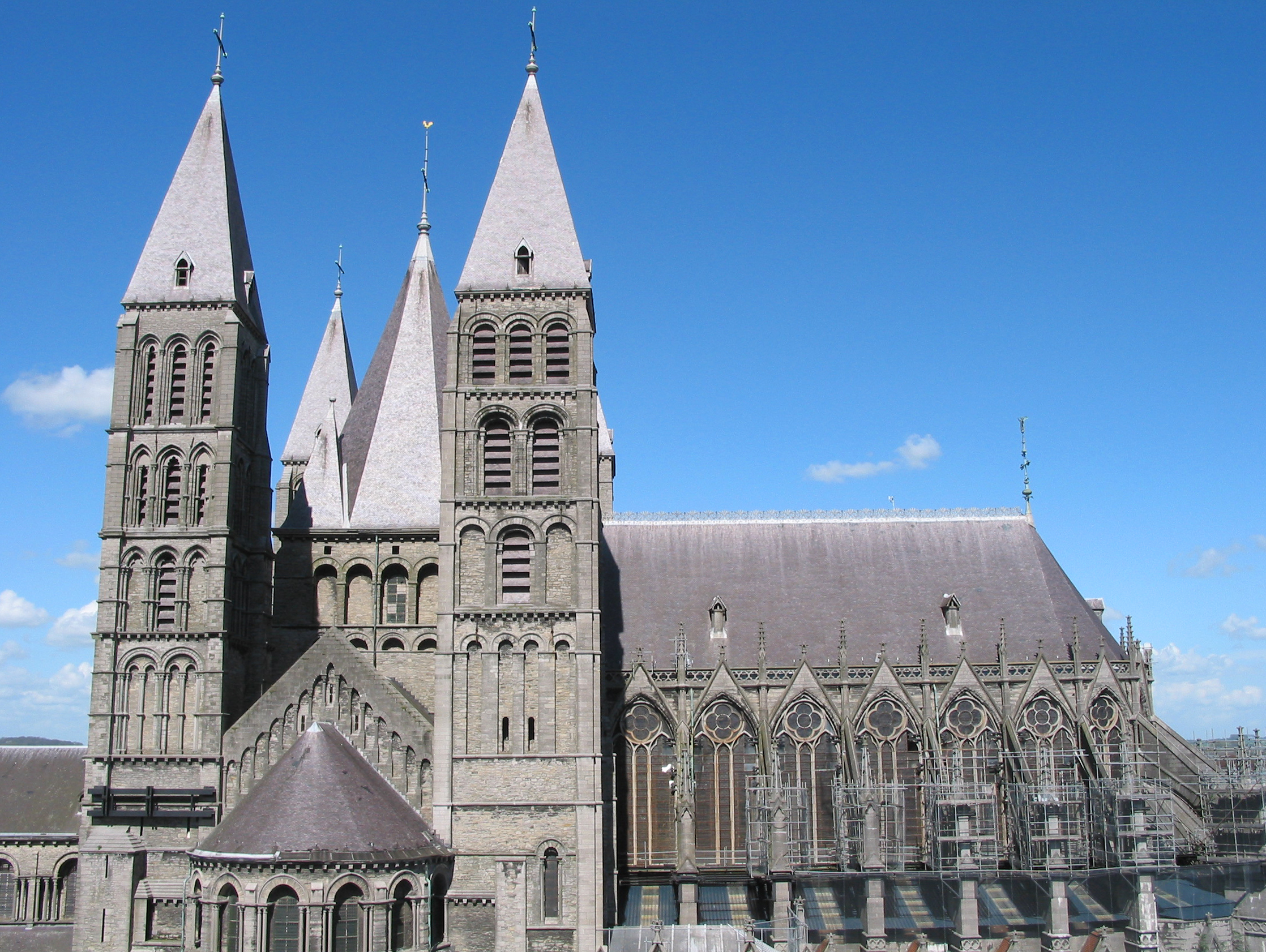
Katedrála Notre Dame v Tournai

1. Vlámské bekináže
Flemish Béguinages
Architektonický komplex – domy, kostely, pobočné budovy a zeleň, to vše postaveno ve stylu typickém pro vlámský kulturní region.
1998
http://whc.unesco.org/en/list/855
2. Náměstí La Grand Place v Bruselu
Grand-Place, Brussels
Homogenní blok veřejných i soukromých budov postavených převážně v pozdním 17. století.
1998
http://whc.unesco.org/en/list/857
3. Čtyři lodní výtahy na Canal du Centre a jejich okolí – La Louviére a Le Roeulx
The Four Lifts on the Canal du Centre and their Environs, La Louvière and Le Roeulx Hainault
Čtyři hydraulické lodní výtahy na historickém Canal du Centre, spolu s dalšími stavbami, jsou příkladem průmyslové krajiny z konce 19. století.
1998
http://whc.unesco.org/en/list/856
4. Zvonice v Belgii a Francii
Belfries of Belgium and France
56 zvonic na francouzské i belgické straně středověkého původu.
1999, 2005
http://whc.unesco.org/en/list/943
5. Historické centrum města Bruggy
Historic Centre of Brugge
Jedno z obchodních a kulturních center Evropy, kde se zachovalo značné množství gotických budov, které dokreslují ráz města.
2000
http://whc.unesco.org/en/list/996
6. Hlavní městské domy architekta Victora Horty v Bruselu
Major Town Houses of the Architect Victor Horta Brussels
Čtyři městské domy: Hôtel Tassel, Hôtel Solvay, Hôtel van Eetvelde a Dům & Ateliér V. Horty – postavil architekt Victor Horta, jeden ze zakladatelů secese.
2000
http://whc.unesco.org/en/list/1005
7. Naleziště pazourků z doby kamenné ve Spiennes
Neolithic Flint Mines at Spiennes Mons
Největší naleziště pazourků v Evropě.
2000
http://whc.unesco.org/en/list/1006
8. Katedrála Notre Dame v Tournai
Notre-Dame Cathedral in Tournai
Katedrála z 12. století. Románská chrámová loď výjimečných rozměrů, množství soch a příčná loď s pěti věžemi.
2000
http://whc.unesco.org/en/list/1009
9. Nakladatelství Plantin-Moretus
Plantin-Moretus House-Workshops-Museum Complex 
2005
http://whc.unesco.org/en/list/1185
10. Palác Stoclet
Stoclet House
Výrazná architektura vídeňské secese.
2009
http://whc.unesco.org/en/list/1298
11. Černouhelné doly ve Valonsku
Major Mining Sites of Wallonia
Čtyři uhelné doly ve Valonsku reprezentují průmyslovou revoluci v Belgii na přelomu 19. a 20. století
2012
http://whc.unesco.org/en/list/1344
12. Práce Le Corbusiera – nevšední příspěvek modernistickému hnutí
The Architectural Work of Le Corbusier, an Outstanding Contribution to the Modern Movement
17 rozličných staveb na území Argentiny, Belgie, Francie, Švýcarska, Německa, Indie a Japonska.
2016
http://whc.unesco.org/en/list/1321
13. Původní bukové lesy Karpat a dalších oblastí Evropy
Primeval Beech Forests of the Carpathians and Other Regions of Europe
Zachovalé bučiny v různých oblastech Evropy od Pyrenejí po Černé moře.
2007, 2011, 2017, 2021
http://whc.unesco.org/en/list/1133
14. Slavná lázeňská města Evropy
The Great Spa Towns of Europe
11 měst, které jsou svědectvím mezinárodní evropské lázeňské kultury, která se rozvíjela od počátku 18. století do 30. let 20. století.
2020
http://whc.unesco.org/en/list/1613
15. Kolonie benevolence
Colonies of Benevolence
Sociální experiment z 19. století, který usiloval o zmírnění městské chudoby zakládáním zemědělských kolonií na odlehlých místech Belgie a Nizozemska.
2020
http://whc.unesco.org/en/list/1555
16. Pohřební a pietní místa první světové války (západní fronta)
Funerary and memory sites of the First World War (Western Front)
Památka zahrnuje různé vojenské hřbitovy, pohřebiště na bojištích a nemocniční hřbitovy, často kombinované s památníky.
2023
https://whc.unesco.org/en/list/1567

## Bělorusko

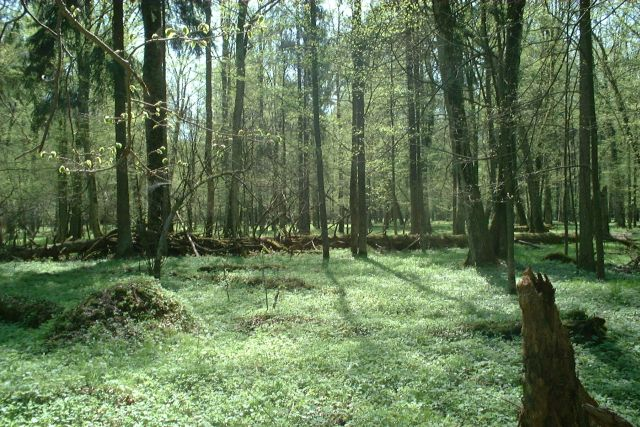
Bělověžský prales

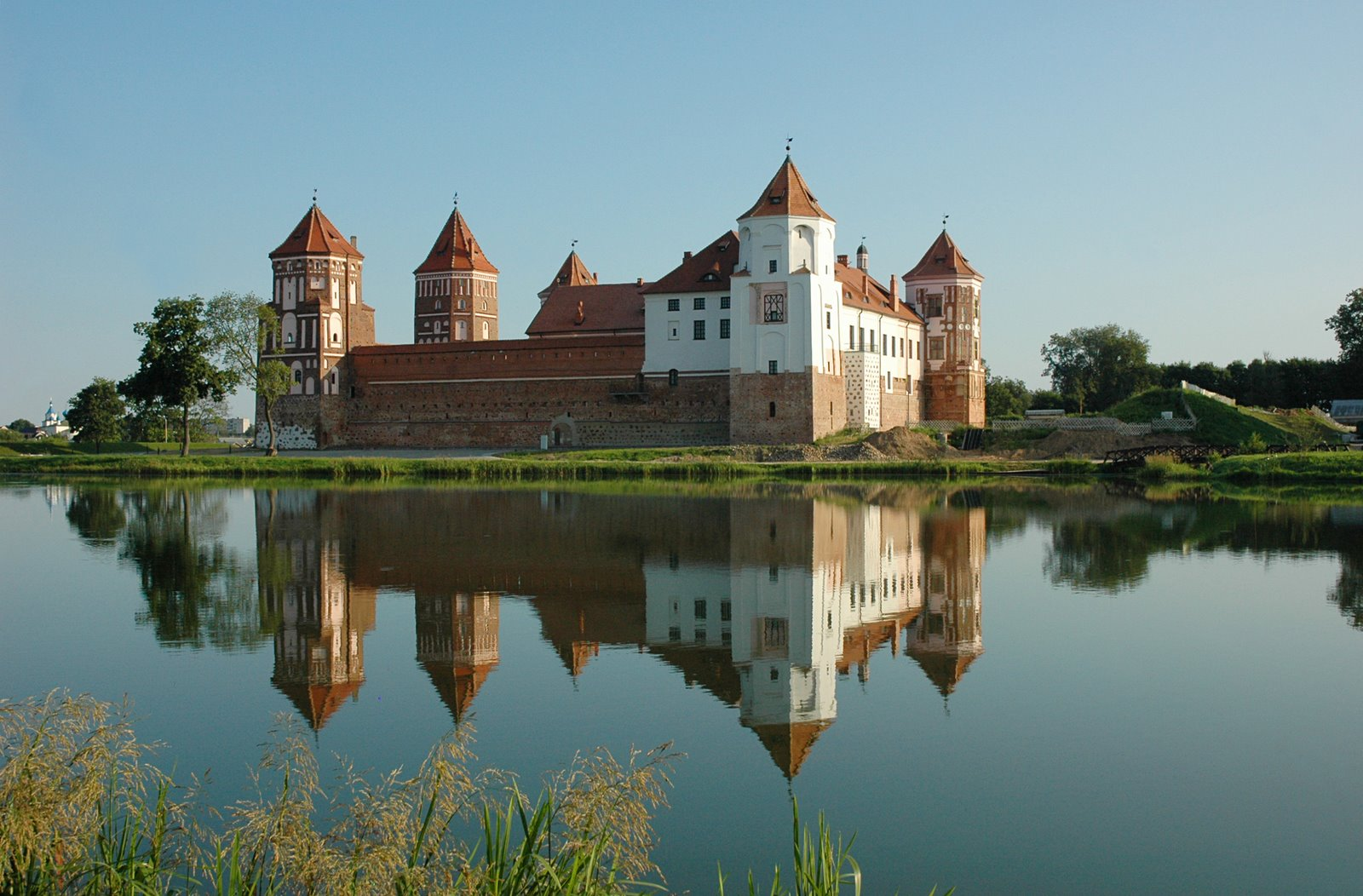
Mirský zámek

1. Bělověžský prales
Belovezhskaya Pushcha / Białowieża Forest
Rozsáhlá přírodní rezervace poskytuje útočiště mnoha savcům, mezi nimi třem stovkám zubrů, částečně v Polsku.
1979, 1992
 http://whc.unesco.org/en/list/33
2. Komplex zámku Mir
Mir Castle Complex
Zámek původně gotický z 15. století. Během napoleonského období několikrát poškozen. V 19. století opraven a okolí přeměněno na park.
2000
 http://whc.unesco.org/en/list/625
3. Architektonický, obytný a kulturní komplex rodiny Radziwillů v Ňasviži
Architectural, Residential and Cultural Complex of the Radziwill Family at Nesvizh.
Zámecký komplex, od 16. století v držení rodu Radziwillů.
2005
 http://whc.unesco.org/en/list/1196
4. Struveho geodetický oblouk
 Struve Geodetic Arc
Řetězec triangulačních bodů sahající od Hammerfestu v Norsku až k Černému moři. V délce 2820 km prochází Švédskem, Finskem, Běloruskem, Estonskem Litvou, Lotyšskem, Ruskem, Moldavskem a Ukrajinou.
2005
 http://whc.unesco.org/en/list/1187

## Bosna a Hercegovina

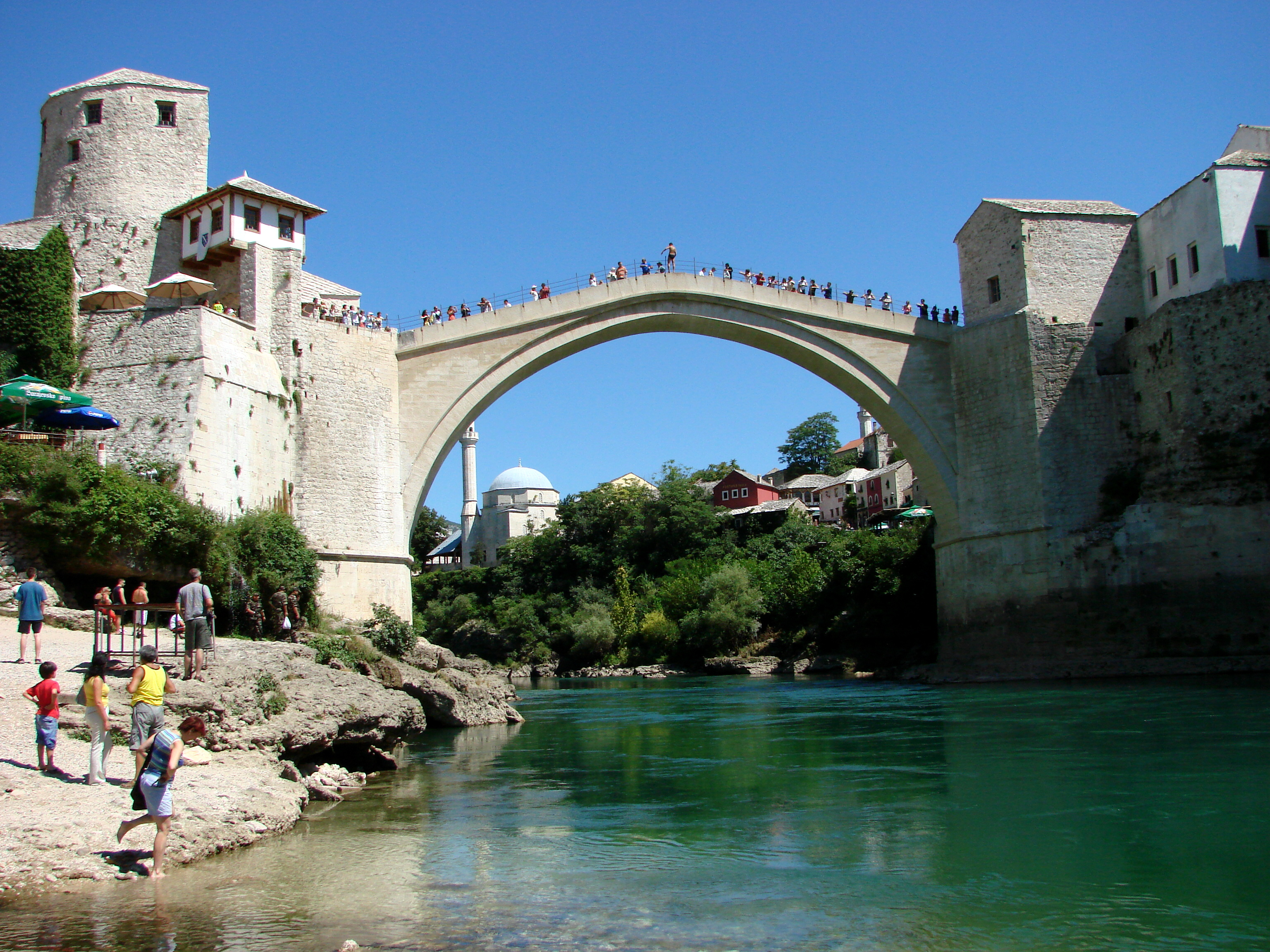
Starý most v Mostaru

1. Starý most a staré město v Mostaru
Old Bridge Area of the Old City of Mostar
2005
 http://whc.unesco.org/en/list/946
2. Most Mehmeda Sokoloviće ve Višegradě
Mehmed Paša Sokolović Bridge in Višegrad
Kamenný most ze 16. století Jeden z vrcholů osmanské monumentální architektury.
2007
http://whc.unesco.org/en/list/1260
3. Středověké náhrobní kameny stećci
Stećci Medieval Tombstones Graveyards
Skupiny náhrobních kamenů v Bosně a Hercegovině, Chorvatsku, Srbsku a Černé Hoře z 12. až 16. století.
2016
 http://whc.unesco.org/en/list/1504
4. Původní bukové lesy Karpat a dalších oblastí Evropy
Primeval Beech Forests of the Carpathians and Other Regions of Europe
Zachovalé bučiny v různých oblastech Evropy od Pyrenejí po Černé moře.
2007, 2011, 2017, 2021
http://whc.unesco.org/en/list/1133
5. Jeskyně Vjetrenica
Vjetrenica Cave, Ravno
Krasová jeskyně s pozoruhodnou biodiverzitou a endemismem.
2024
 https://whc.unesco.org/en/list/1673

## Bulharsko

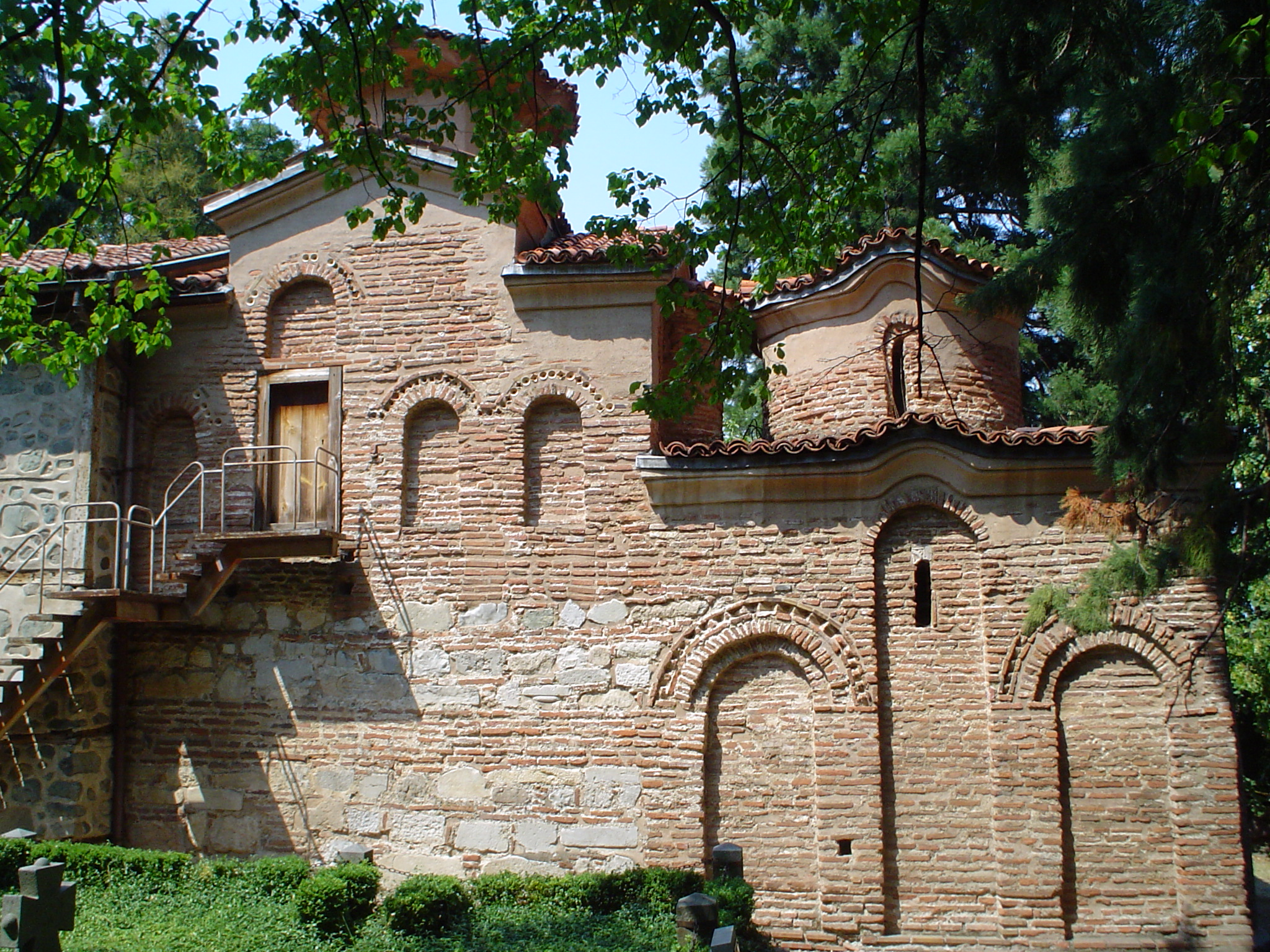
Bojanský kostel

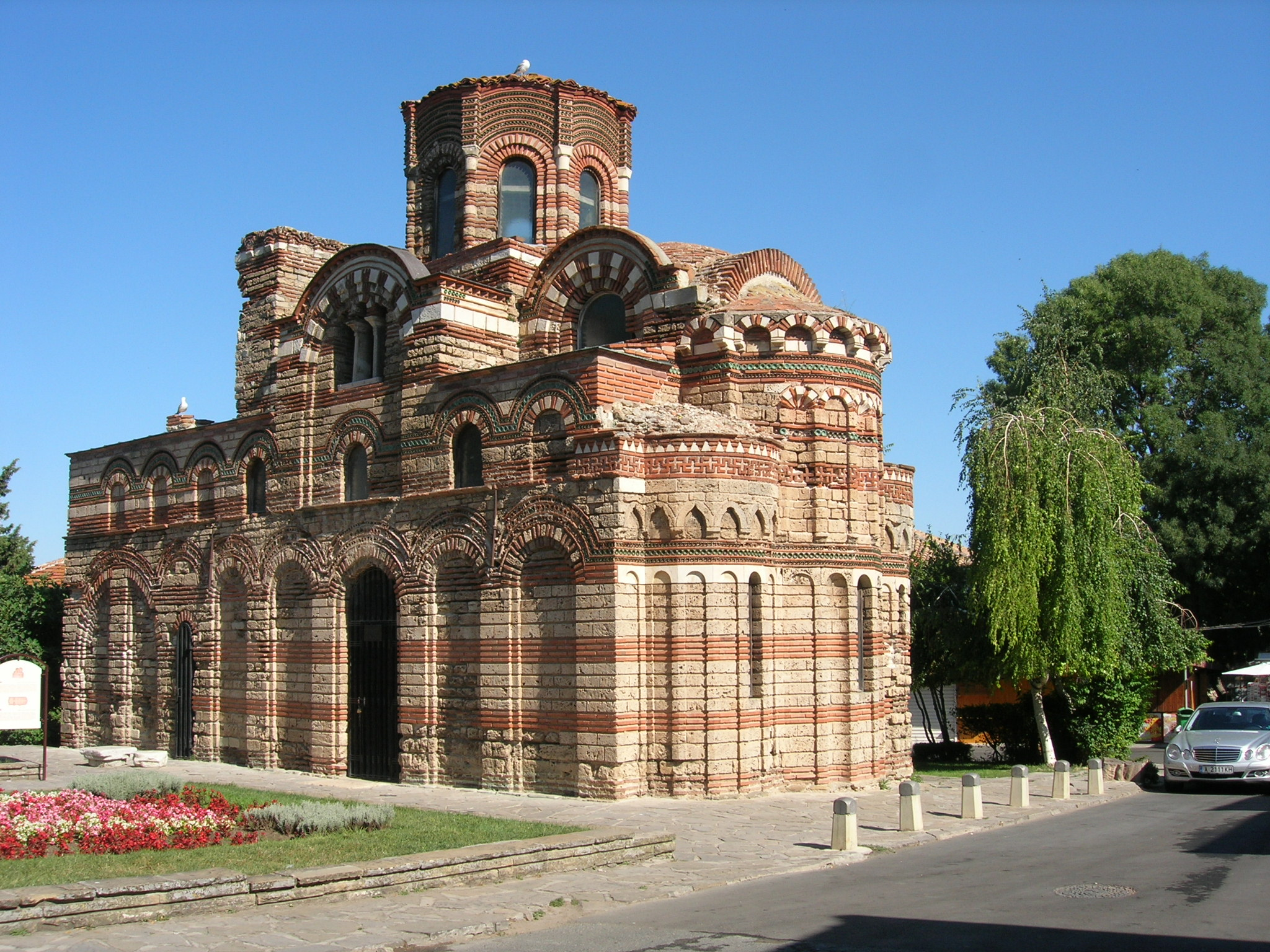
Nessebar

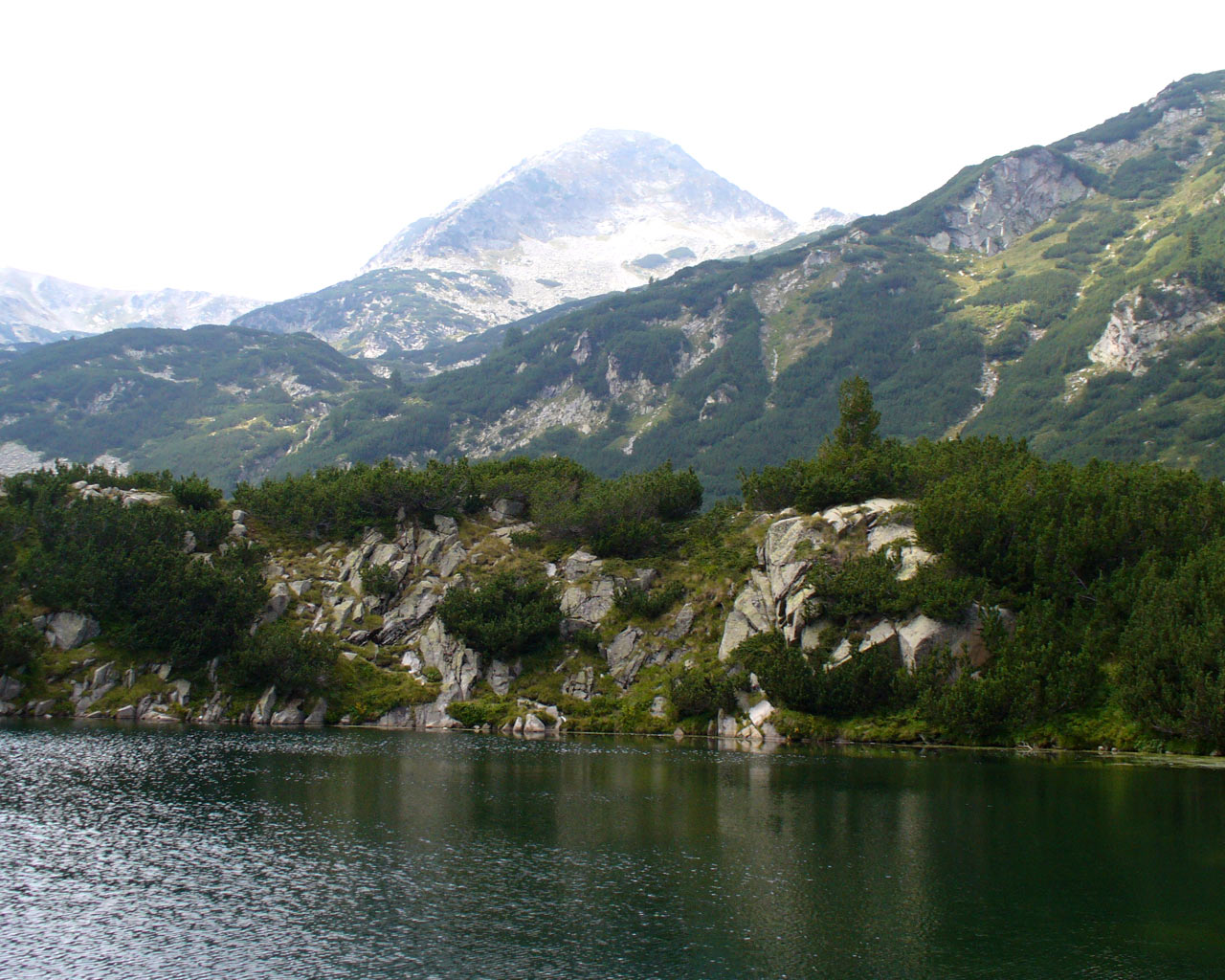
Národní park Pirin

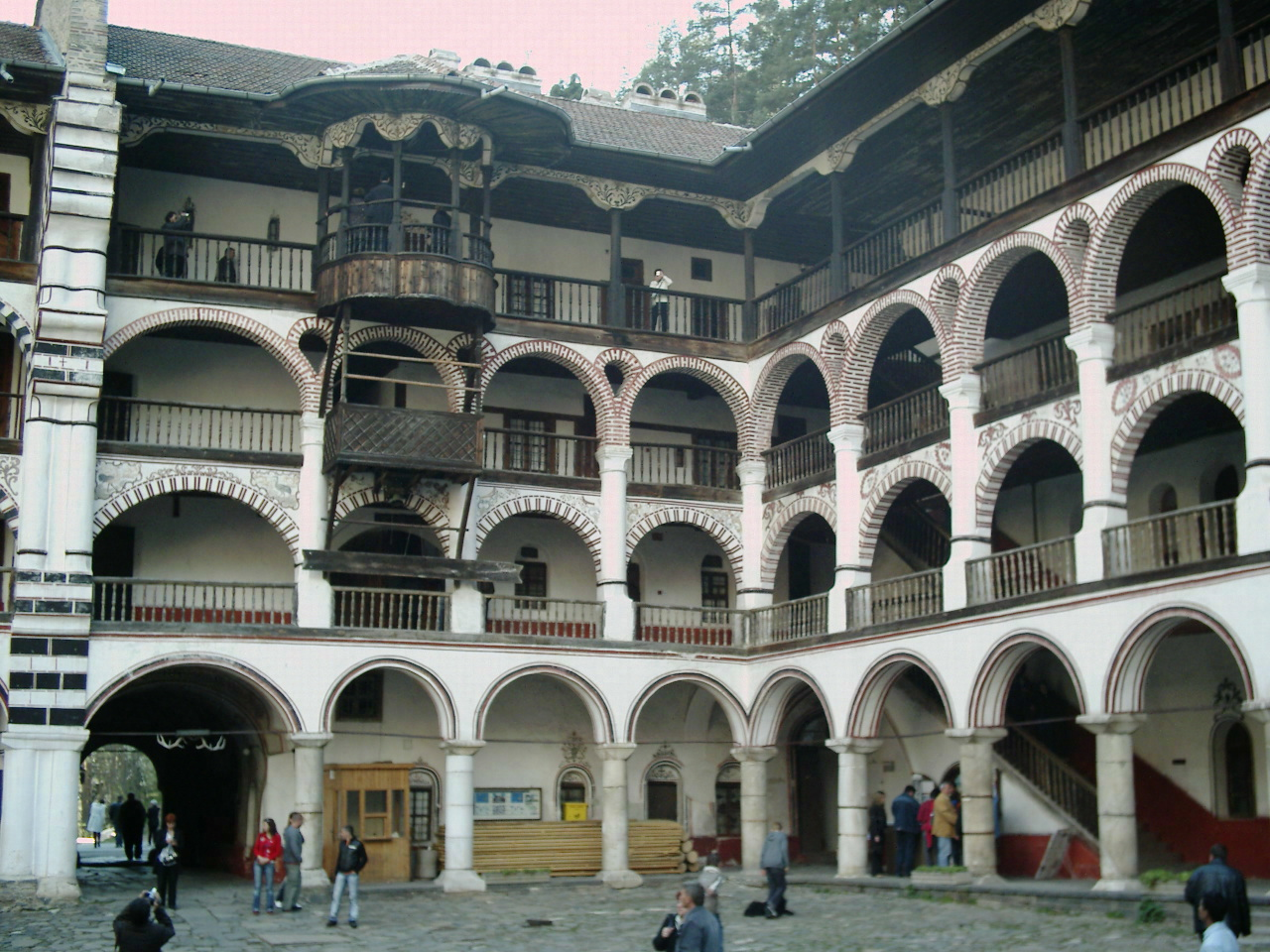
Klášter Rila

1. Bojanský kostel
Boyana Church
Kostel na předměstí Sofie. Fresky ze 13. století.
1979
 http://whc.unesco.org/en/list/42
2. Madarský jezdec
Madara Rider
Skalní reliéf jezdce z 8. století.
1979
 http://whc.unesco.org/en/list/43
3. Skalní kostely v Ivanovu
Rock-hewn Churches of Ivanovo
Komplex skalních kostelů, kaplí a klášterů z 12.-14. století
1979
 http://whc.unesco.org/en/list/45
4. Thrácká hrobka v Kazanlaku
Thracian Tomb of Kazanlak
Hrobka ze 4. století př. n. l. je zdobená freskami.
1979
 http://whc.unesco.org/en/list/44
5. Antické město Nesebar
Ancient City of Nessebar
Původně thrácká osada, pak řecká kolonie a byzantská pevnost.
1983
 http://whc.unesco.org/en/list/217
6. Národní park Pirin
Pirin National Park
Vysokohorský národní park s jezery, vodopády a ledovcovými plesy.
1983, rozšíření 2010
 http://whc.unesco.org/en/list/225
7. Rilský klášter
Rila Monastery
Založen v 10. století. Symbolizuje kulturní identitu Slovanů. Fresky ze 14. stol.
1983
 http://whc.unesco.org/en/list/216
8. Přírodní rezervace Srebarna
Srebarna Nature Reserve
Sladkovodní jezero – hnízdiště mnoha druhů ptáků.
1983
 http://whc.unesco.org/en/list/219
9. Thrácká hrobka ve Sveštari
Thracian Tomb of Sveshtari
Velmi zachovalá thrácká hrobka ze 3. stol.př. n. l.
1985
 http://whc.unesco.org/en/list/359
10. Původní bukové lesy Karpat a dalších oblastí Evropy
Primeval Beech Forests of the Carpathians and Other Regions of Europe
Zachovalé bučiny v různých oblastech Evropy od Pyrenejí po Černé moře.
2007, 2011, 2017, 2021
http://whc.unesco.org/en/list/1133

## Černá Hora

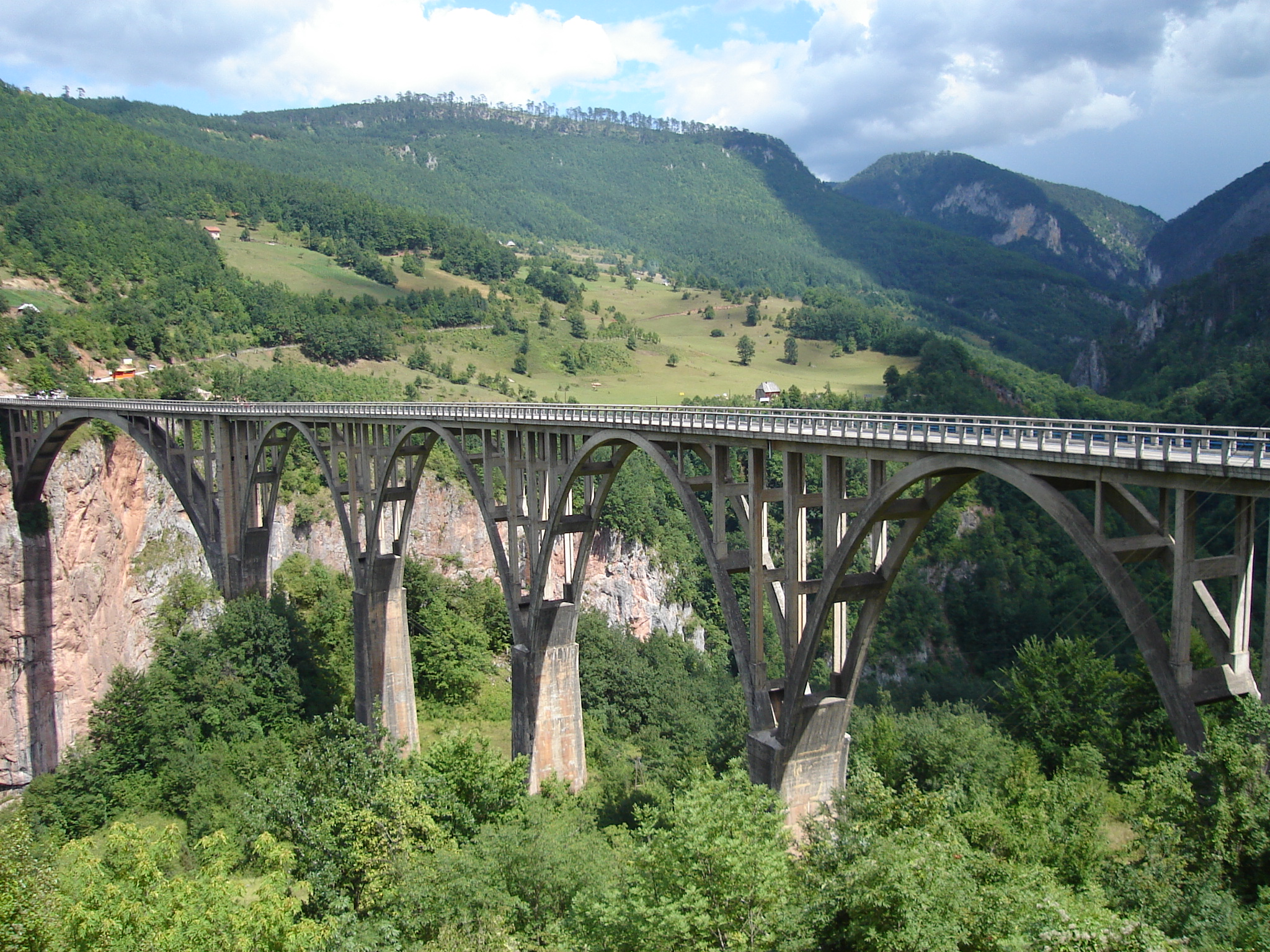
Most přes kaňon Tara

1. Přírodní a kulturně historická oblast Kotor
Natural and Culturo-Historical Region of Kotor 
Středověký přístav a obchodní centrum Černé Hory.
1979
 http://whc.unesco.org/en/list/125
2. Národní park Durmitor
Durmitor National Park 
Nádherný přírodní park s kaňonem řeky Tara, nejhlubším v Evropě.
1980
 http://whc.unesco.org/en/list/100
3. Středověké náhrobní kameny Stećci
Stećci Medieval Tombstones Graveyards
Skupiny náhrobních kamenů v Bosně a Hercegovině, Chorvatsku, Srbsku a Černé Hoře z 12. až 16. století.
2016
 http://whc.unesco.org/en/list/1504
4. Benátské obranné stavby mezi 15. a 17. stoletím: Stato da Terra – západní Stato da Mar
Venetian Works of Defence between 15th and 17th centuries: Stato da Terra – western Stato da Mar
Městské hradby, pevnosti a další obranné stavby v Kotoru, Šibeniku, Zadaru, Bergamu, Peschieře del Garda a Palmanově.
2017
 http://whc.unesco.org/en/list/1533

## Česko

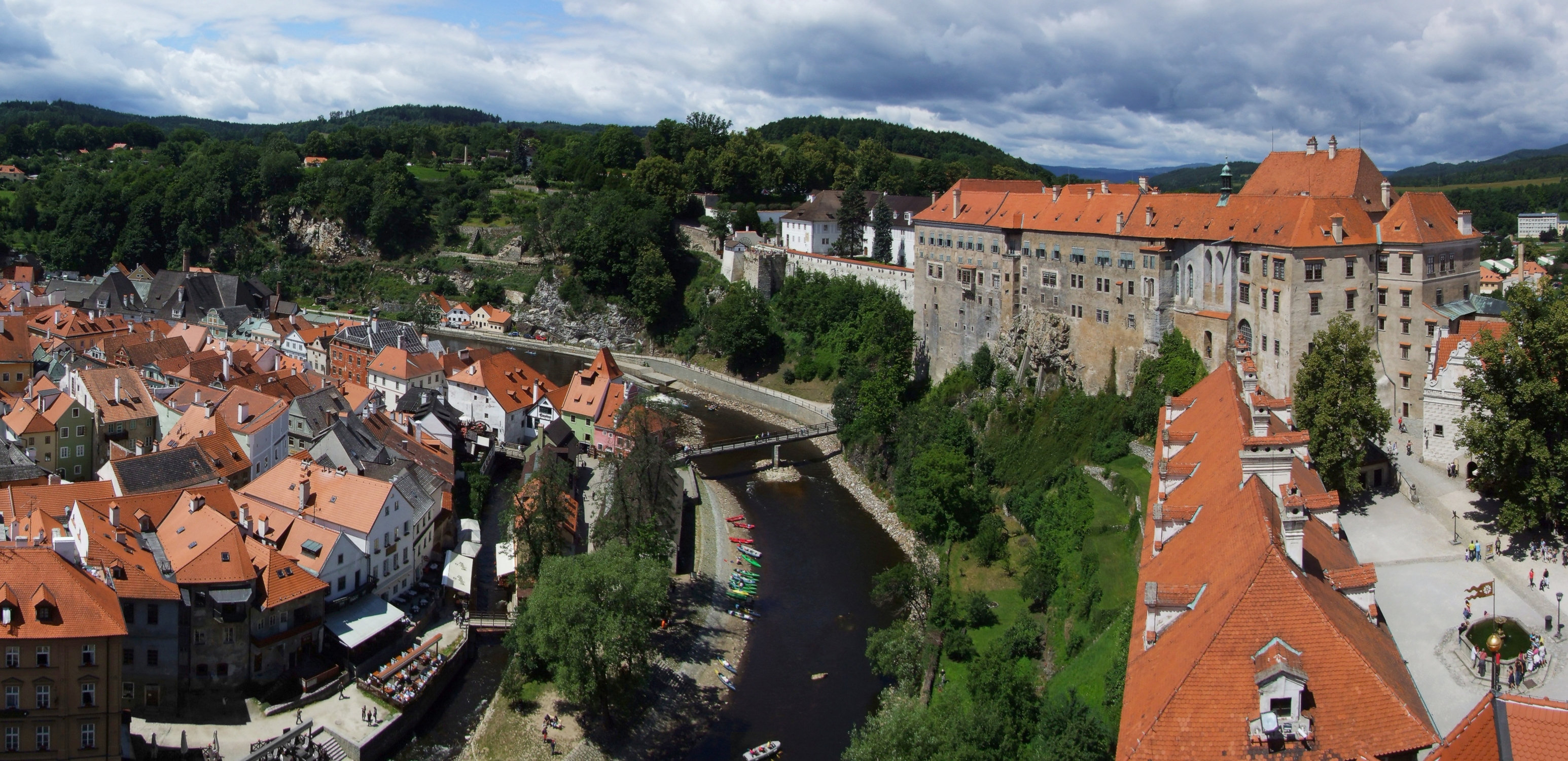
Český Krumlov

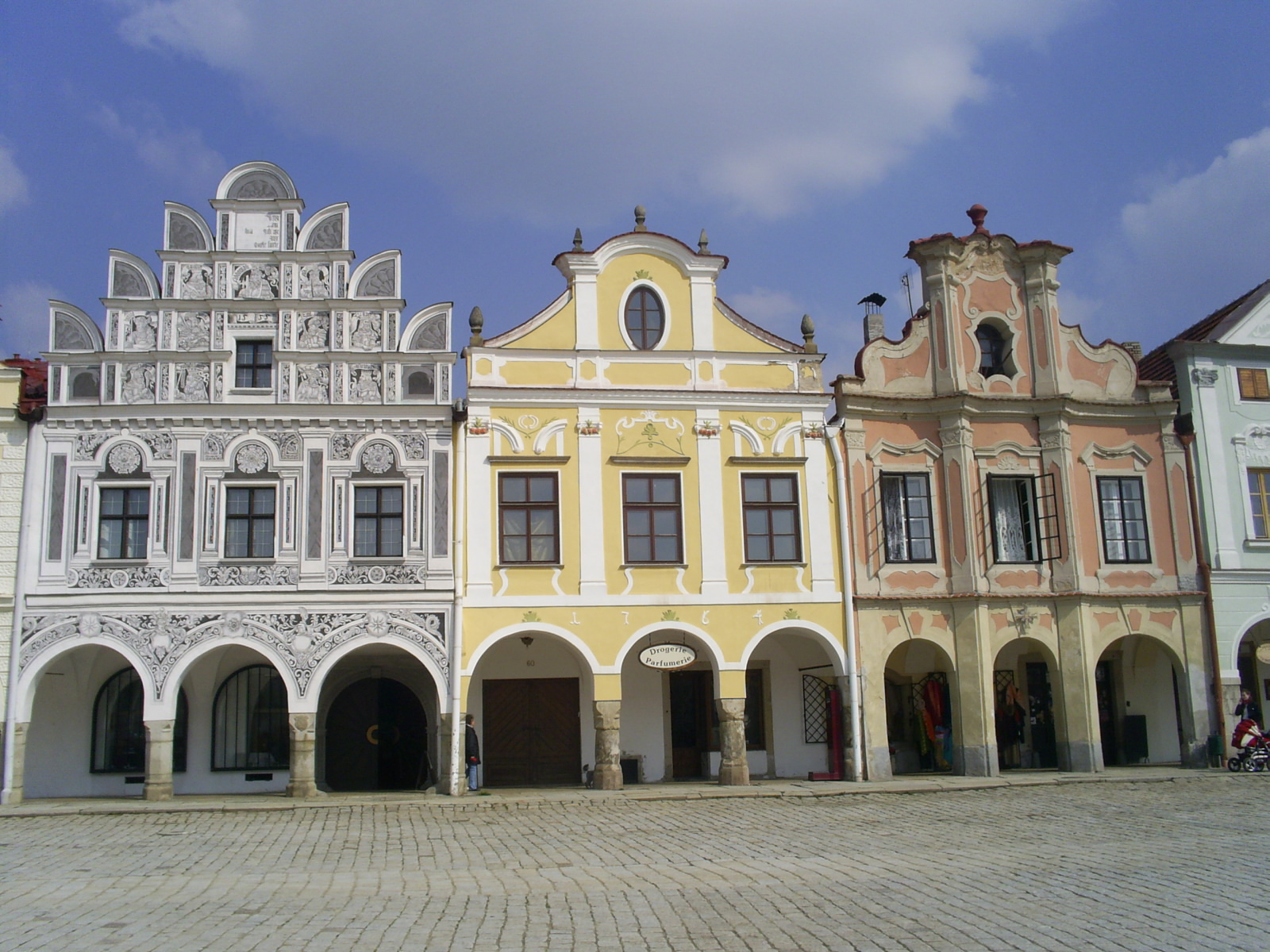
Telč

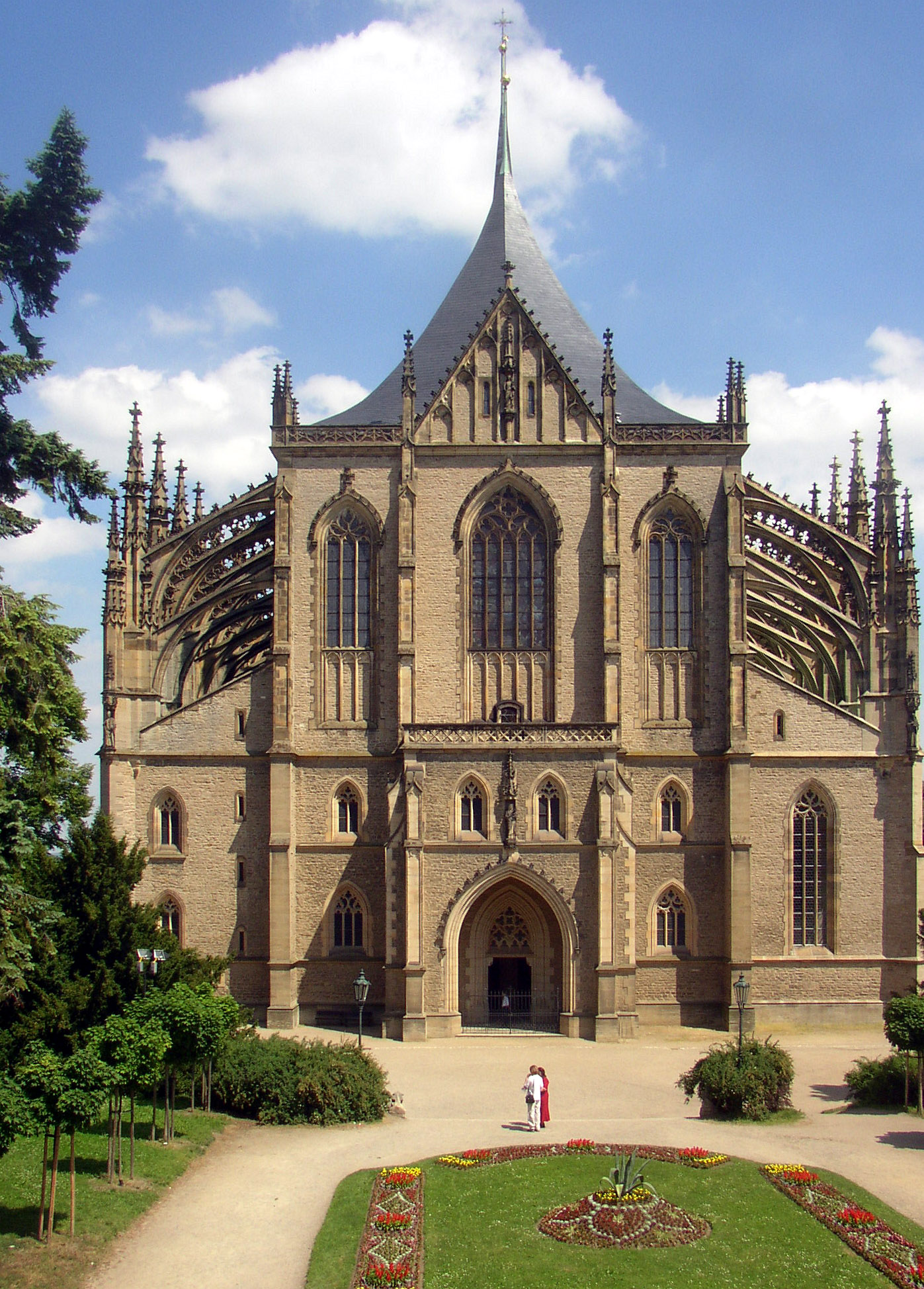
Kostel sv. Barbory v Kutné Hoře

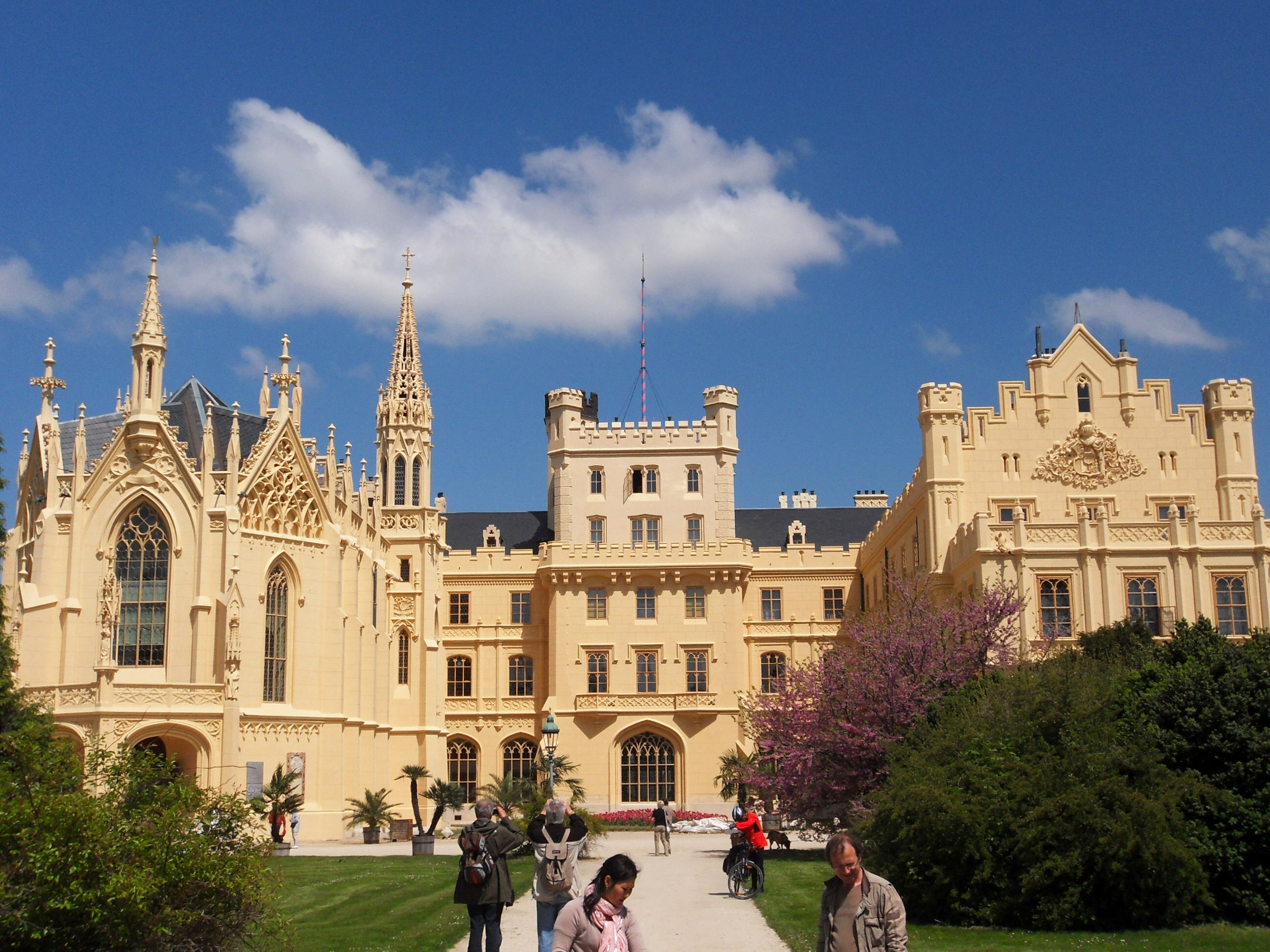
Zámek v Lednici

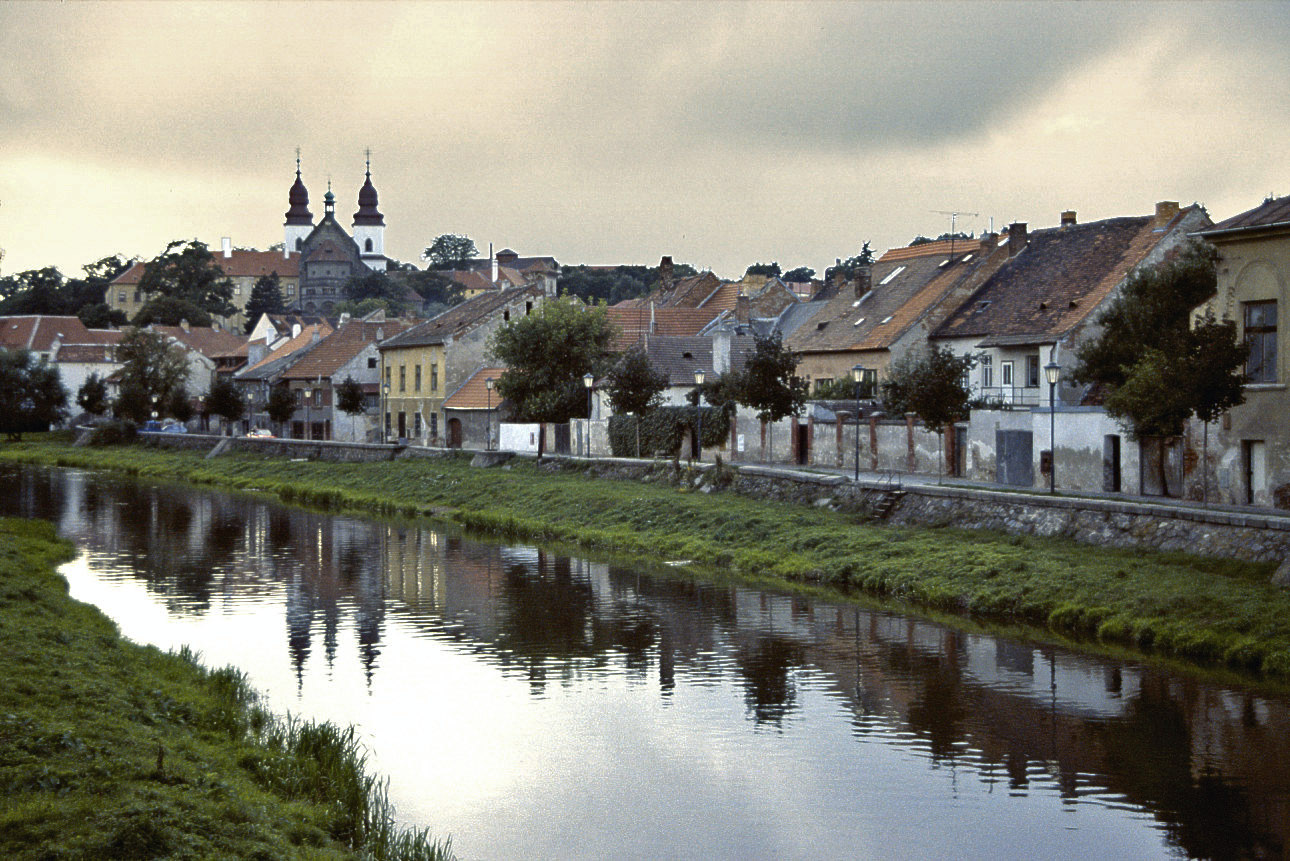
Třebíčská židovská čtvrť

1. Historické centrum Českého Krumlova
Historic Centre of Český Krumlov
Zachováno velké množství barokních, renesančních i gotických budov.
1992
http://whc.unesco.org/en/list/617
2. Historické centrum Prahy
Historic Centre of Prague
Dochovány četné památky jako Karlův most či katedrála svatého Víta. V roce 2010 se součástí chráněného území stal i zámecký park Průhonice.
1992
http://whc.unesco.org/en/list/616
3. Historické centrum Telče
Historic Centre of Telč
Původně dřevěné domy koncem středověku přestavěny do nové podoby.
1992
http://whc.unesco.org/en/list/621
4. Poutní kostel sv. Jana Nepomuckého na Zelené hoře
Pilgrimage Church of St John of Nepomuk at Zelená Hora
Barokní kostel, který postavil Jan Santini v první polovině 18. století.
1994
http://whc.unesco.org/en/list/690
5. Historické centrum Kutné Hory s kostelem sv. Barbory a s chrámem Nanebevzetí Panny Marie v Sedlci
Kutná Hora: Historical Town Centre with the Church of St Barbara and the Cathedral of Our Lady at Sedlec
Gotické památky konce středověku.
1995
http://whc.unesco.org/en/list/732
6. Lednicko-valtický areál
Lednice-Valtice Cultural Landscape
krajinný celek v okrese Břeclav, který zahrnuje řadu větších i menších historických budov i krajinné celky.
1996
http://whc.unesco.org/en/list/763
7. Zámek s přilehlými zahradami v Kroměříži
Gardens and Castle at Kroměříž
Renesanční zámek s Podzámeckou a Květnou zahradou.
1998
http://whc.unesco.org/en/list/860
8. Vesnická památková rezervace v Holašovicích
Holašovice Historical Village Reservation
Řada budov ve stylu selského baroka z druhé poloviny 19. století.
1998
http://whc.unesco.org/en/list/861
9. Zámek v Litomyšli
Litomyšl Castle
Rozsáhlý renesanční zámek, jehož výstavba spadá do 16. století.
1999
http://whc.unesco.org/en/list/901
10. Sloup Nejsvětější Trojice v Olomouci
Holy Trinity Column in Olomouc
Monumentální sloup vystavěný mezi lety 1716 až 1754.
2000
http://whc.unesco.org/en/list/859
11. Brněnská vila Tugendhat
Tugendhat Villa in Brno
Dílo světoznámého německého architekta Ludwiga Mies van der Roheho z konce 20. let 20. století.
2001
http://whc.unesco.org/en/list/1052
12. Třebíčská židovská čtvrť a bazilika svatého Prokopa
Jewish Quarter and St Procopius' Basilica in Třebíč
Počátky Třebíčské židovské čtvrti sahají až do 12. století, Bazilika svatého Prokopa pak nabyla současné podoby o století později.
2003
http://whc.unesco.org/en/list/1078
13. Hornický region Erzgebirge/Krušnohoří
Erzgebirge/Krušnohoří Mining Region
Hornická krajina Krušnohoří je výsledkem více než 800 let staré průmyslové historické kulturní krajiny, odkud se šířily významné vynálezy a hornické inovace do celé Evropy a světa.
2019
http://whc.unesco.org/en/list/1478
14. Krajina pro chov a výcvik slavnostních koňů v Kladrubech nad Labem
Landscape for Breeding and Training of Ceremonial Carriage Horses at Kladruby nad Labem
Národní hřebčín Kladruby nad Labem je chovnou stanicí běloušů českého plemene starokladrubských koní, který je postaven v empírovém stylu a je nejstarším velkým hřebčínem na světě.
2019
http://whc.unesco.org/en/list/1589
15. Slavná lázeňská města Evropy
The Great Spa Towns of Europe
11 měst, které jsou svědectvím mezinárodní evropské lázeňské kultury, která se rozvíjela od počátku 18. století do 30. let 20. století.
2020
http://whc.unesco.org/en/list/1613
16. Původní bukové lesy Karpat a dalších oblastí Evropy
Primeval Beech Forests of the Carpathians and Other Regions of Europe
Zachovalé bučiny v různých oblastech Evropy od Pyrenejí po Černé moře.
2007, 2011, 2017, 2021
http://whc.unesco.org/en/list/1133
17. Žatec a krajina žateckého chmele
Žatec and the Landscape of Saaz Hops
Kulturní krajina, která byla po staletí utvářena živoucí tradicí pěstování a obchodování s nejproslulejší světovou odrůdou chmele.
2023
http://whc.unesco.org/en/list/1558

## Dánsko

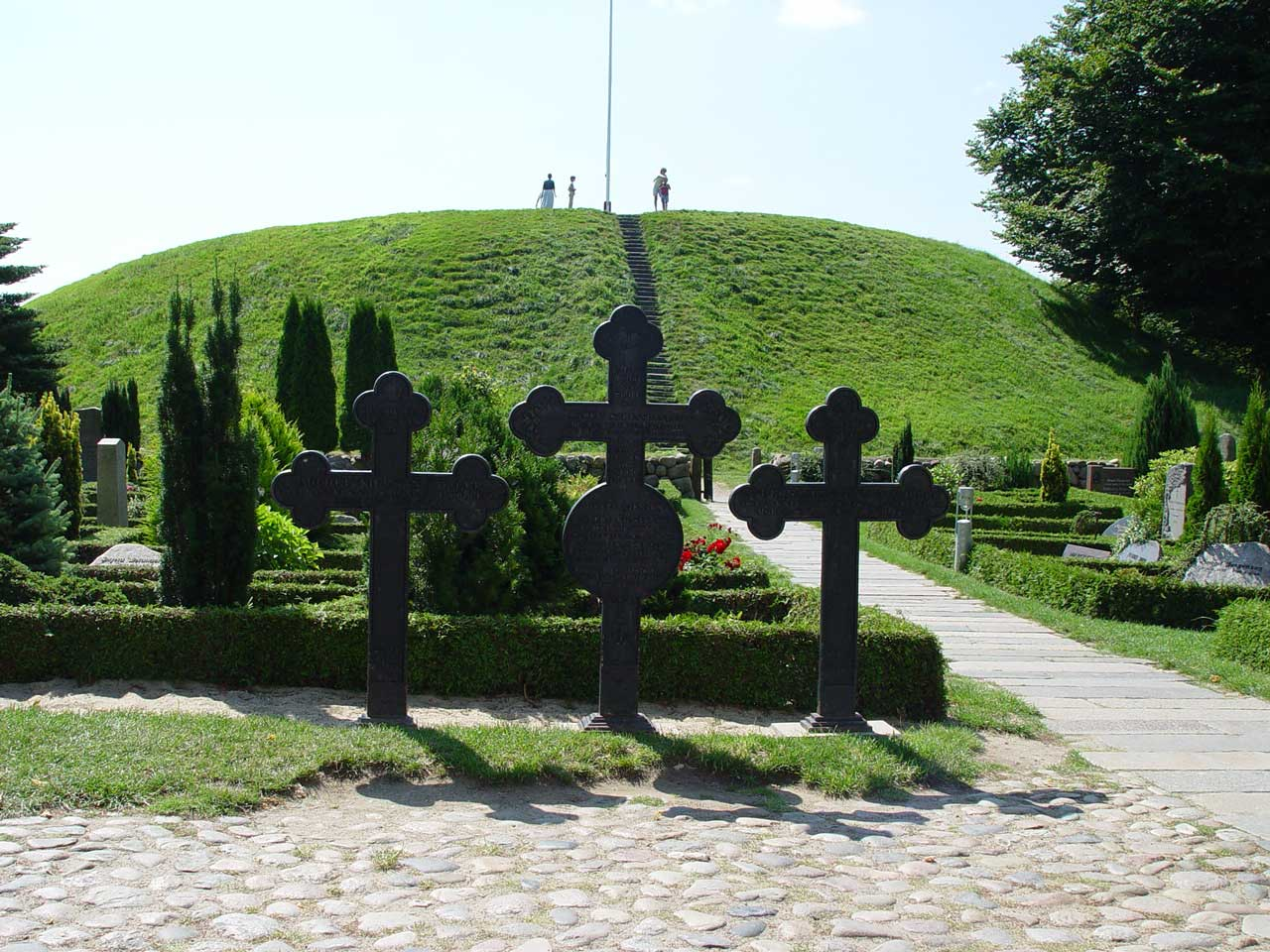
Kostel v Jellingu

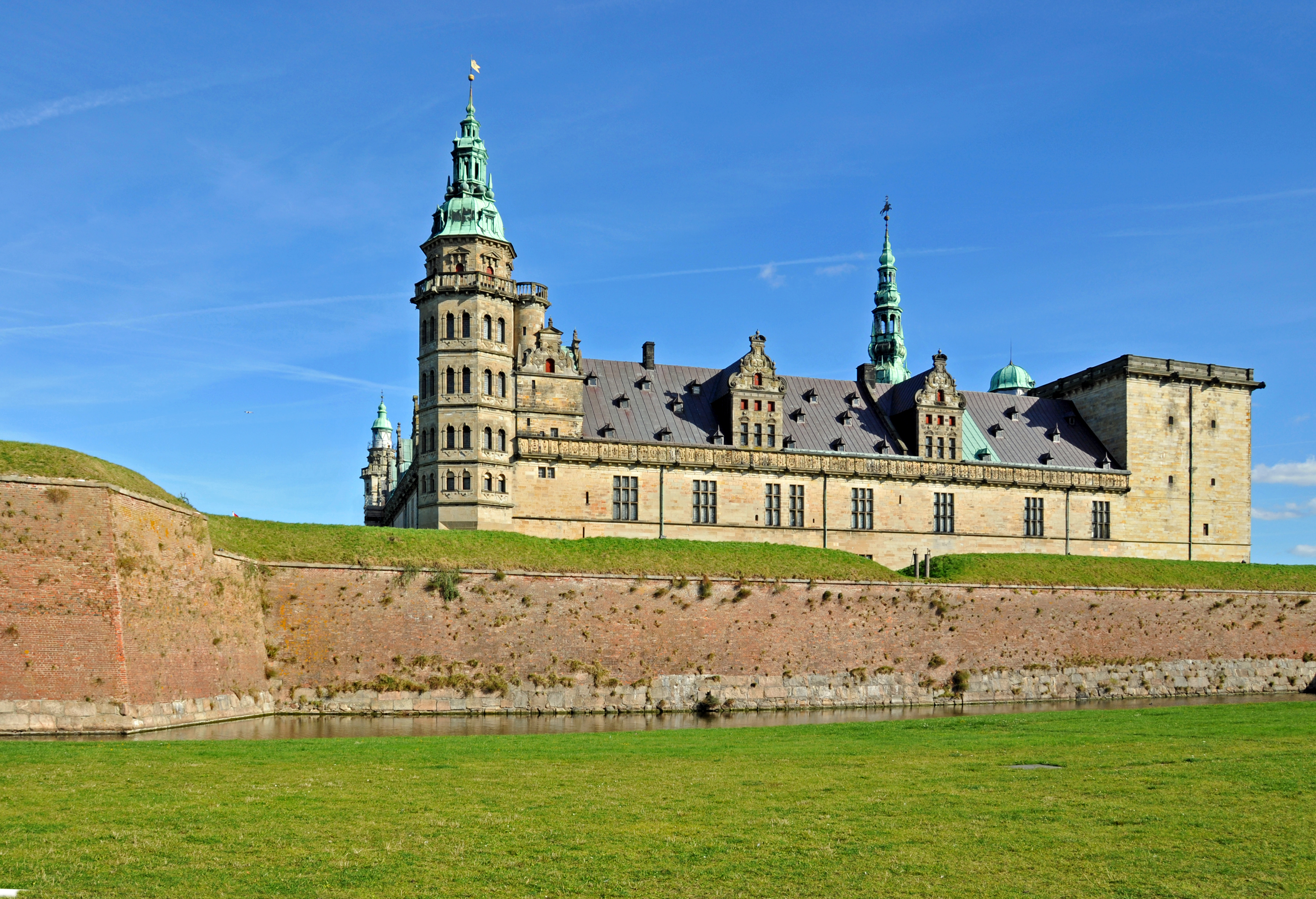
Zámek Kronborg

1. Pohřební mohyly, runové kameny a kostel v Jelling
Jelling Mounds, Runic Stones and Church
Pohřební mohyly a jeden z runových kamenů jsou výraznými příklady pohanské nordické kultury, zatímco další runový kámen a kostel svědčí o narůstajícím vlivu křesťanství v Dánsku.
1994
 http://whc.unesco.org/en/list/697
2. Katedrála v Roskilde
Roskilde Cathedral
Katedrála z 12. stol. byla první cihlovou gotickou katedrálou ve Skandinávii. Mauzoleum dánské královské rodiny.
1995
 http://whc.unesco.org/en/list/695
3. Zámek Kronborg
Kronborg Castle
Renesanční zámek z r. 1574 a nedotčený dodnes. Znám jako Elsinore, dějiště Shakespearova Hamleta.
2000
 http://whc.unesco.org/en/list/696
4. Ledovcový fjord v Ilulissatu
Ilulissat Icefjord
Vytéká v něm do moře ledovec Sermeq Kujalleq -jeden z nejrychlejších a ledovců na světě (19 m za den).
2004
 http://whc.unesco.org/en/list/1149
5. Waddenské moře
Wadden Sea
Wattové moře s vysokou ekologickou hodnotou.
2009 (2014)
http://whc.unesco.org/en/list/1314
6. Stevns Klint
Stevns Klint
Vápencový útes na ostrově Sjælland ve východním Dánsku.
2014
http://whc.unesco.org/en/list/1416
7. Krajina parforsního honu na severu Sjællandu
The par force hunting landscape in North Zealand
4 543 hektarů kulturní krajiny, kde dánská aristokracie provozovala parforsní hon.
2015
 http://whc.unesco.org/en/list/1469
8. Sídla založená moravskými bratry
Moravian Church Settlements
4 města ve 4 různých státech, která vznikla z iniciativy moravských bratů - Christiansfeld založený v roce 1773, jehož urbanismus vycházel z protestantských náboženských myšlenek.
2015, rozšíření 2024
 http://whc.unesco.org/en/list/1468
9. Kujataa v Grónsku: farmaření Seveřanů a Inuitů na okraji ledovcového pokryvu 
Kujataa Greenland: Norse and Inuit Farming at the Edge of the Ice Cap
Sub-arktická zemědělská kulturní krajina na jihozápadě Grónska.
2017
 http://whc.unesco.org/en/list/1536
10. Aasivissuit – Nipisat, inuitské lovecké území mezi ledem a mořem
Aasivissuit – Nipisat. Inuit Hunting Ground between Ice and Sea
Území s lidskou přítomností již po 4200 let.
2018
https://whc.unesco.org/en/list/1557
11. Vikingské kruhové pevnosti
Viking-Age Ring Fortresses
Obranné stavby z druhé poloviny 10. století.
2023
https://whc.unesco.org/en/list/1660
12. Møns Klint
Møns Klint
Krajina zformovaná ledovci z období pleistocénu.
2025
 https://whc.unesco.org/en/newproperties/

## Estonsko

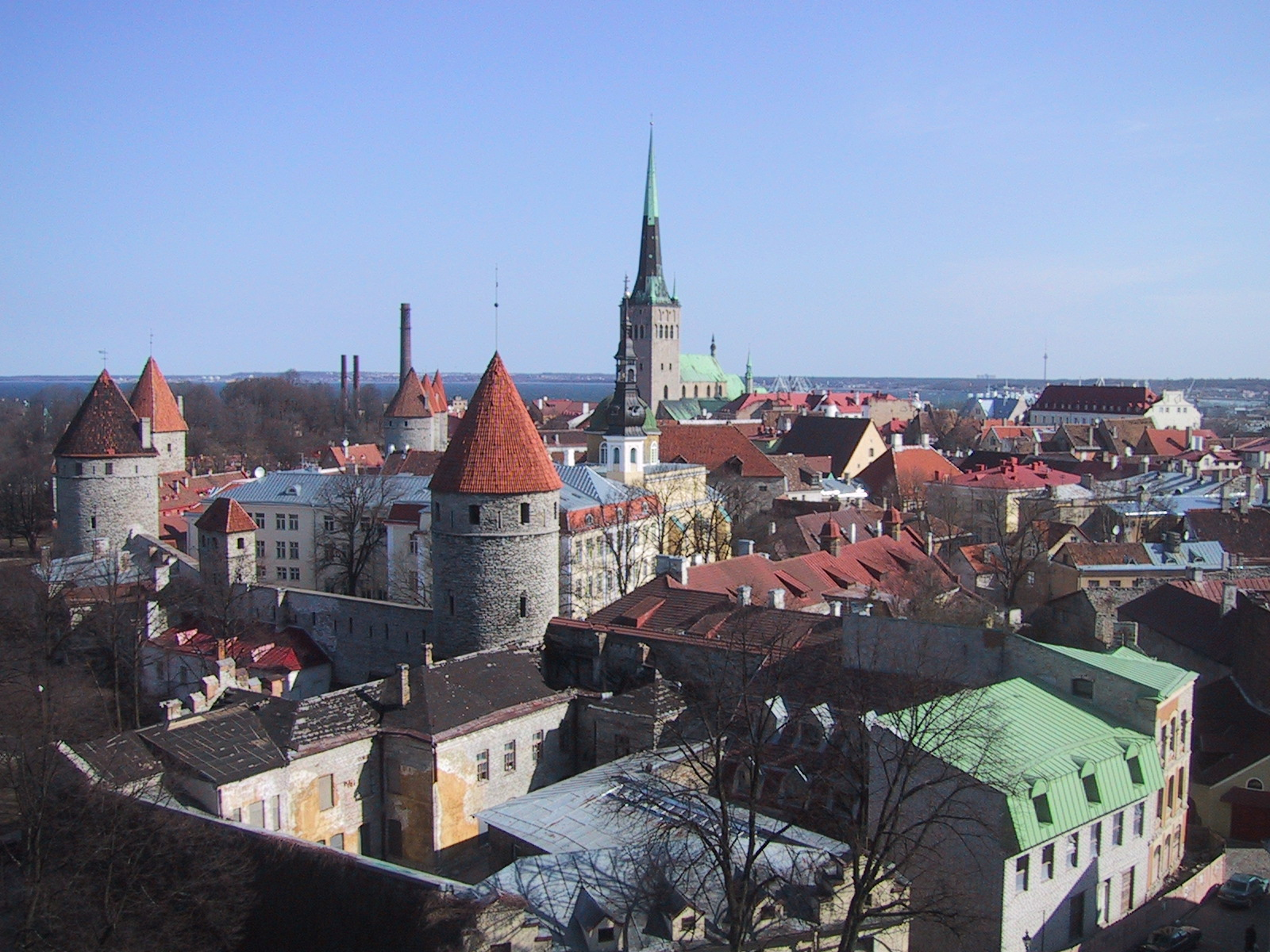
Historické centrum Tallinnu

1. Historické centrum Tallinnu
Historic Centre Old Town of Tallinn
Město bylo centrem Hansy a jeho bohatství bylo demonstrováno hojností veřejných budov (dříve kostelů) a architekturou kupeckých domů.
1997 http://whc.unesco.org/en/list/822
2. Struveho geodetický oblouk
Struve Geodetic Arc
Řetězec triangulačních bodů sahající od Hammerfestu v Norsku až k Černému moři. V délce 2820 km prochází Švédskem, Finskem, Běloruskem, Estonskem Litvou, Lotyšskem, Ruskem, Moldavskem a Ukrajinou.
2005
 http://whc.unesco.org/en/list/1187

## Finsko

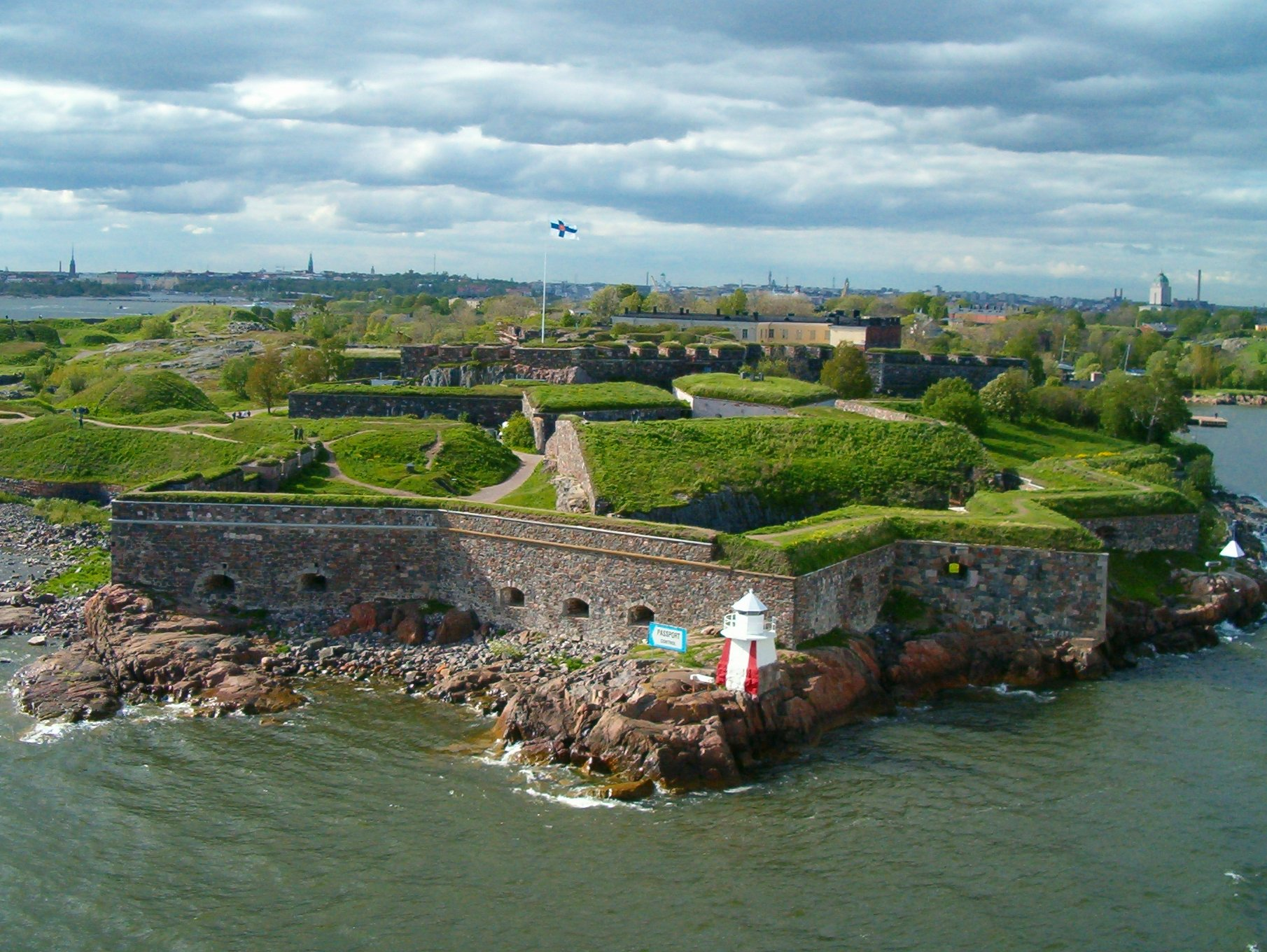
Pevnost Suomenlinna

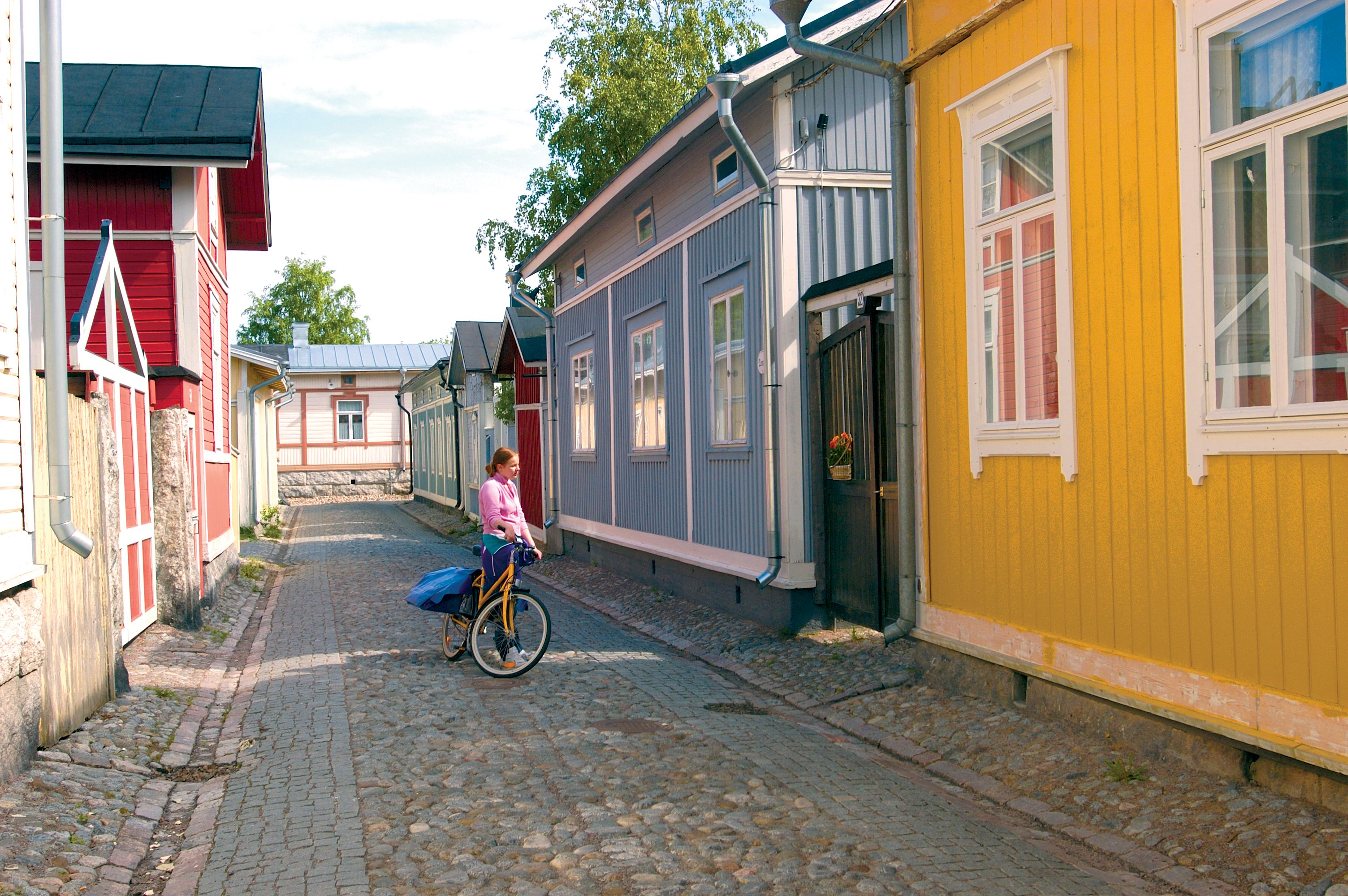
Staré město Rauma

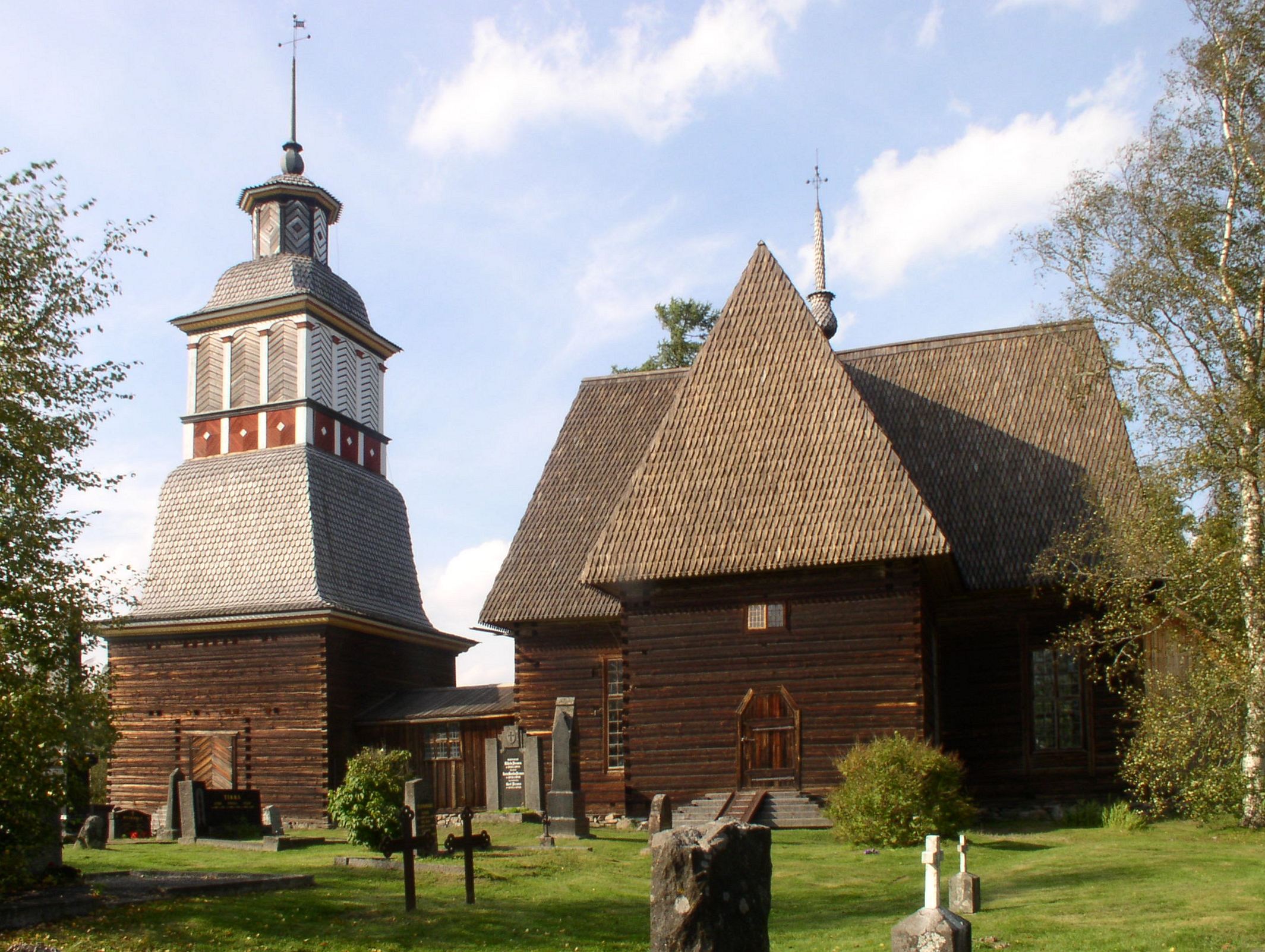
Dřevěný kostel v Petäjävesi

1. Pevnost Suomenlinna
Fortress of Suomenlinna
Námořní pevnost z 18. století ve vstupu do helsinského přístavu.
1991
 http://whc.unesco.org/en/list/583
2. Staré město Rauma
Old Rauma
Výjimečný příklad dřevěné městské architektury.
1991
 http://whc.unesco.org/en/list/582
3. Kostel v Petäjävesi
Petäjävesi Old Church
Dřevěný luteránský kostel nedaleko Jyväskylä z 18. stol.
1994
 http://whc.unesco.org/en/list/584
4. Verla
Verla Groundwood and Board Mill
Bývalá továrna na zpracování dřeva (1882 až 1964).
1996
 http://whc.unesco.org/en/list/751
5. Pohřebiště z doby bronzové Sammallahdenmäki
Bronze Age Burial Site of Sammallahdenmäki.
Přes 30 granitových hromádek kamení na hřbitově z doby bronzové přináší svědectví o pohřebních rituálech.
1999
 http://whc.unesco.org/en/list/579
6. Höga kusten / Kvarken
Kvarken Archipelago / High Coast
Přírodní krajina, kterou Finsko sdílí společně se Švédskem.
2000
 http://whc.unesco.org/en/list/898
7. Struveho geodetický oblouk
 Struve Geodetic Arc
Řetězec triangulačních bodů sahající od Hammerfestu v Norsku až k Černému moři. V délce 2820 km prochází Švédskem, Finskem, Běloruskem, Estonskem Litvou, Lotyšskem, Ruskem, Moldavskem a Ukrajinou.
2005
 http://whc.unesco.org/en/list/1187

## Francie

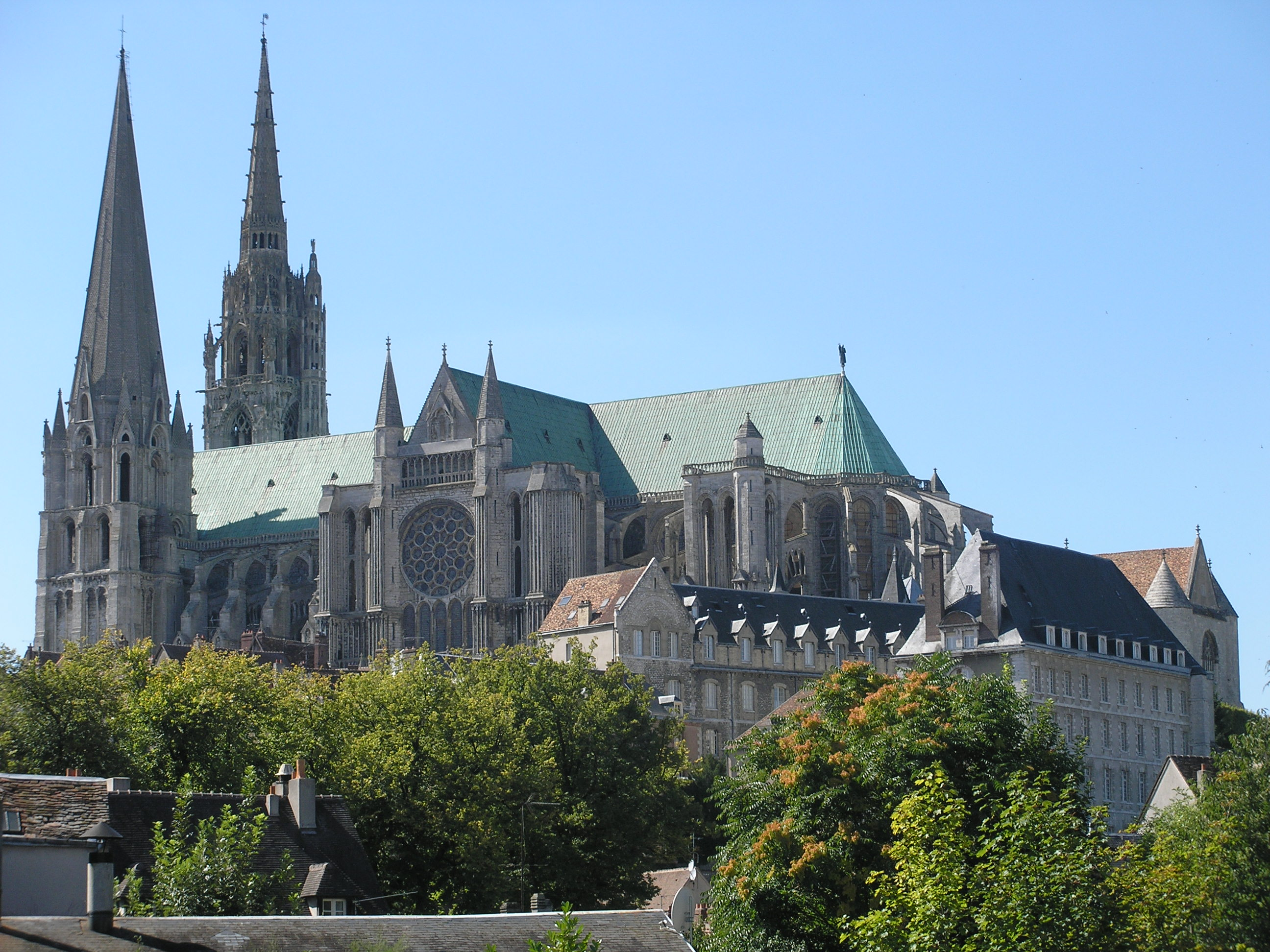
Katedrála v Chartres

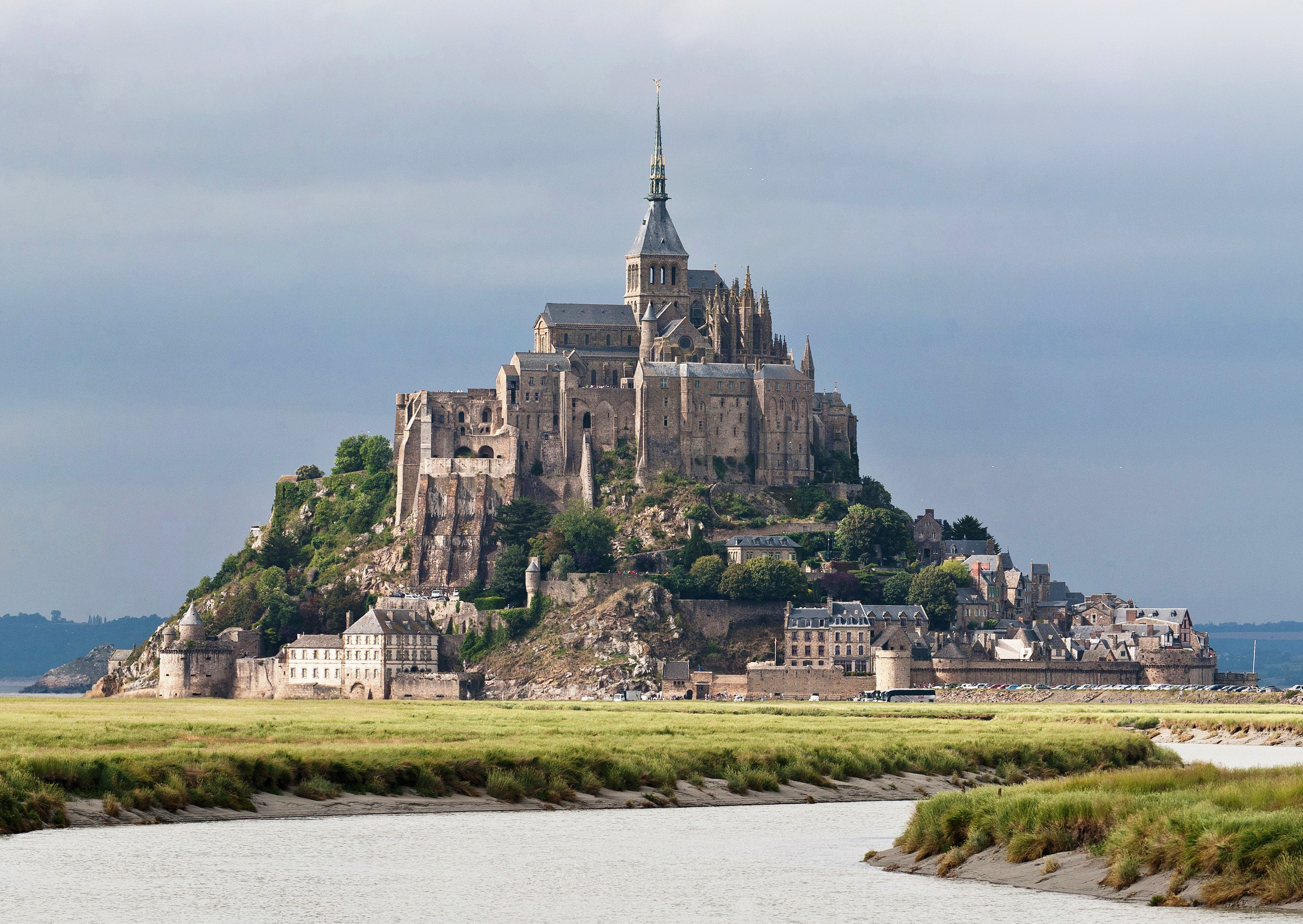
Mont-Saint-Michel

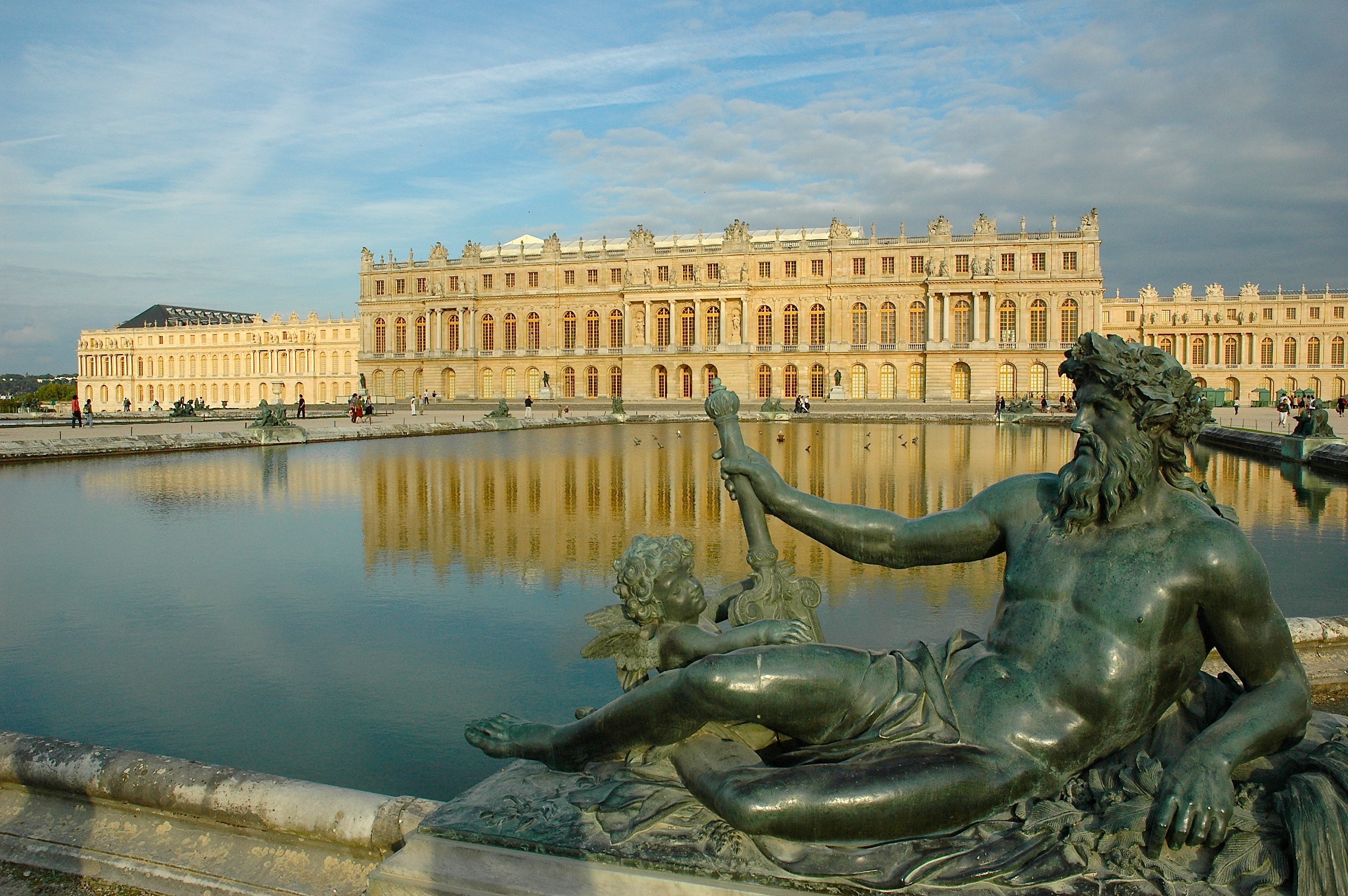
Versailles

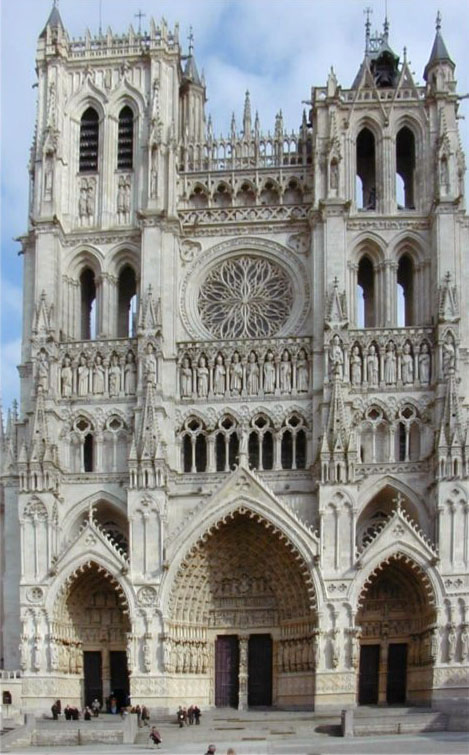
Katedrála v Amiens

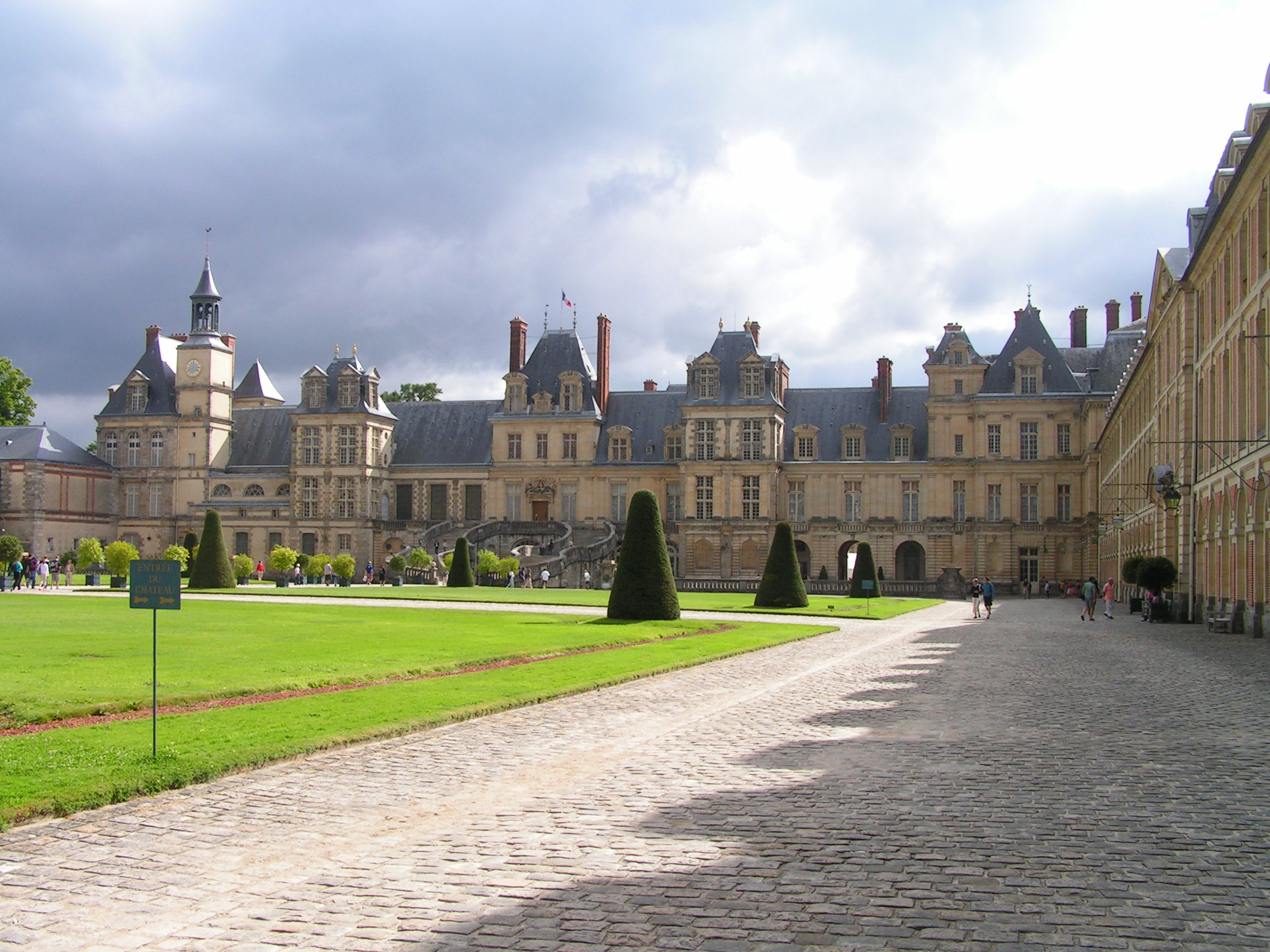
Zámek a park Fontainebleau

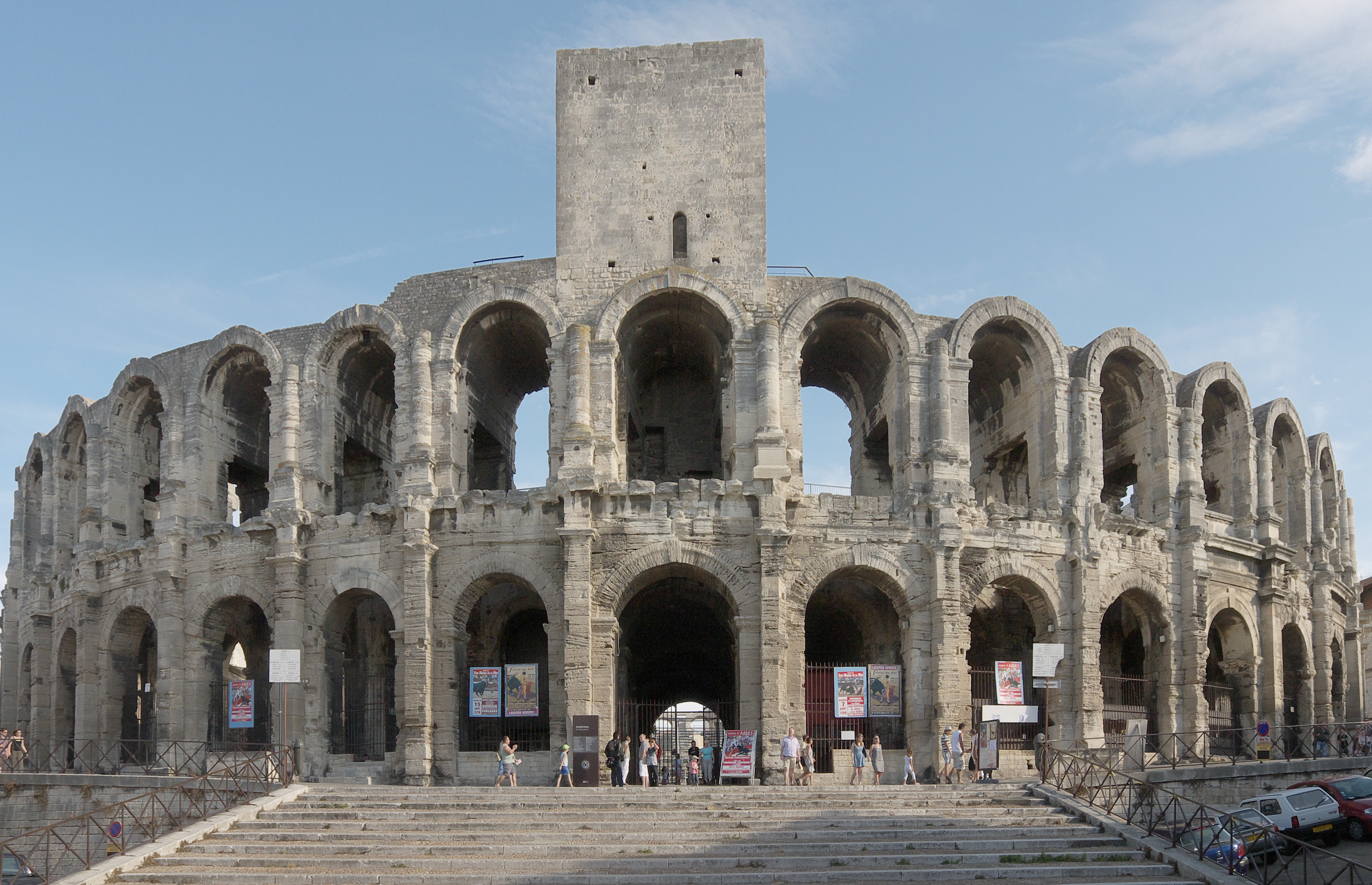
Římský amfiteátr v Arles

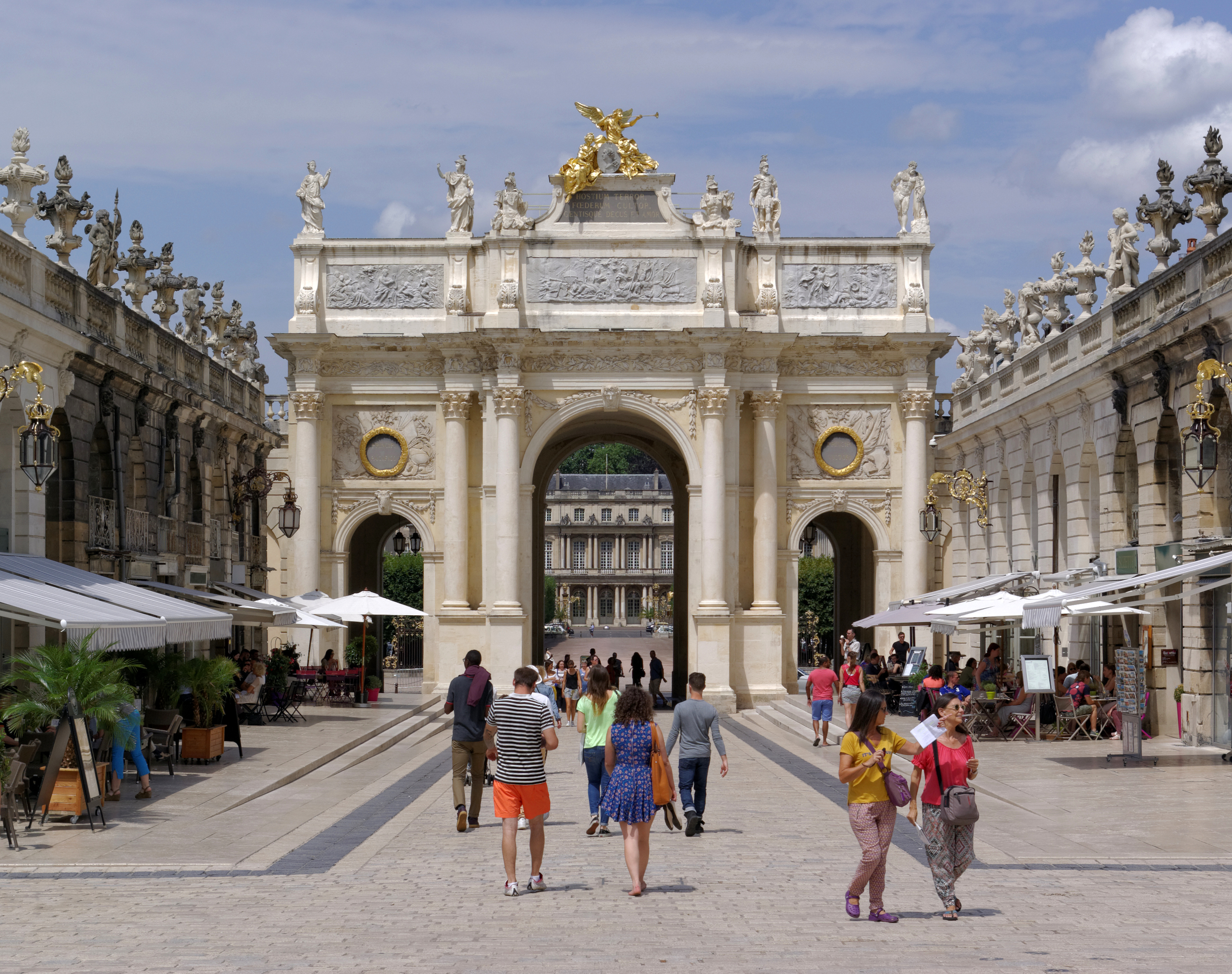
Nancy

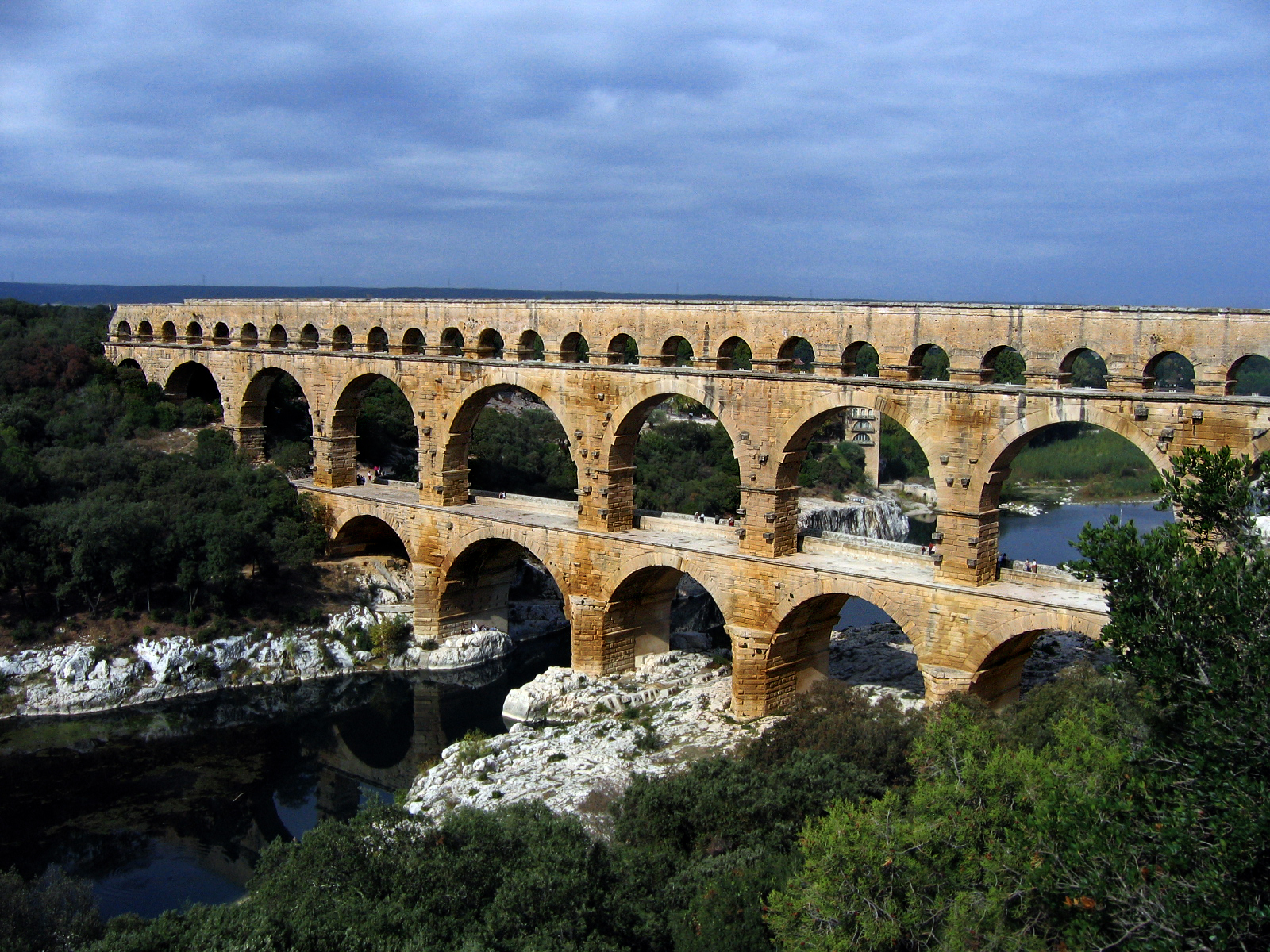
Gardský most

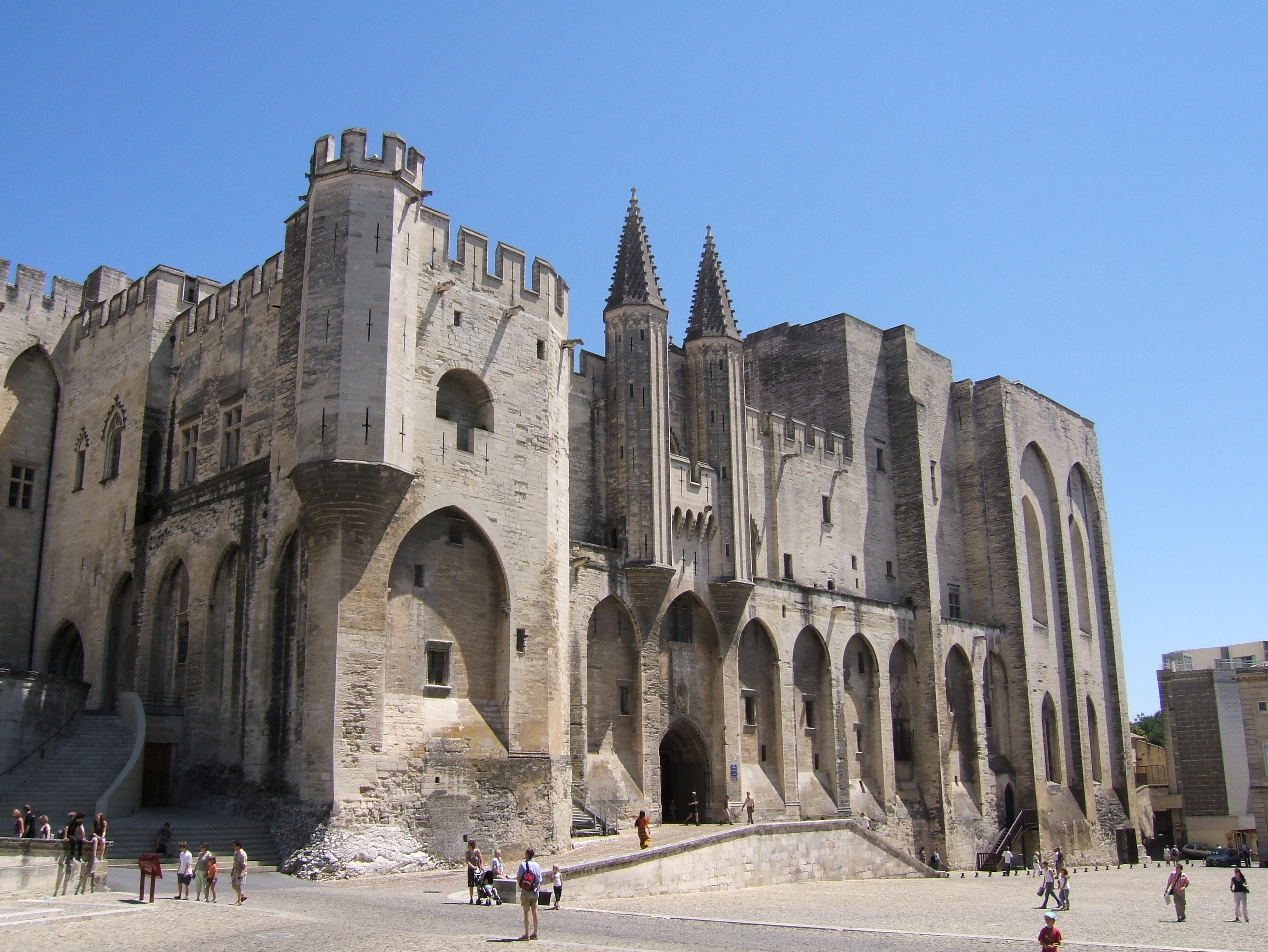
Papežský palác v Avignonu

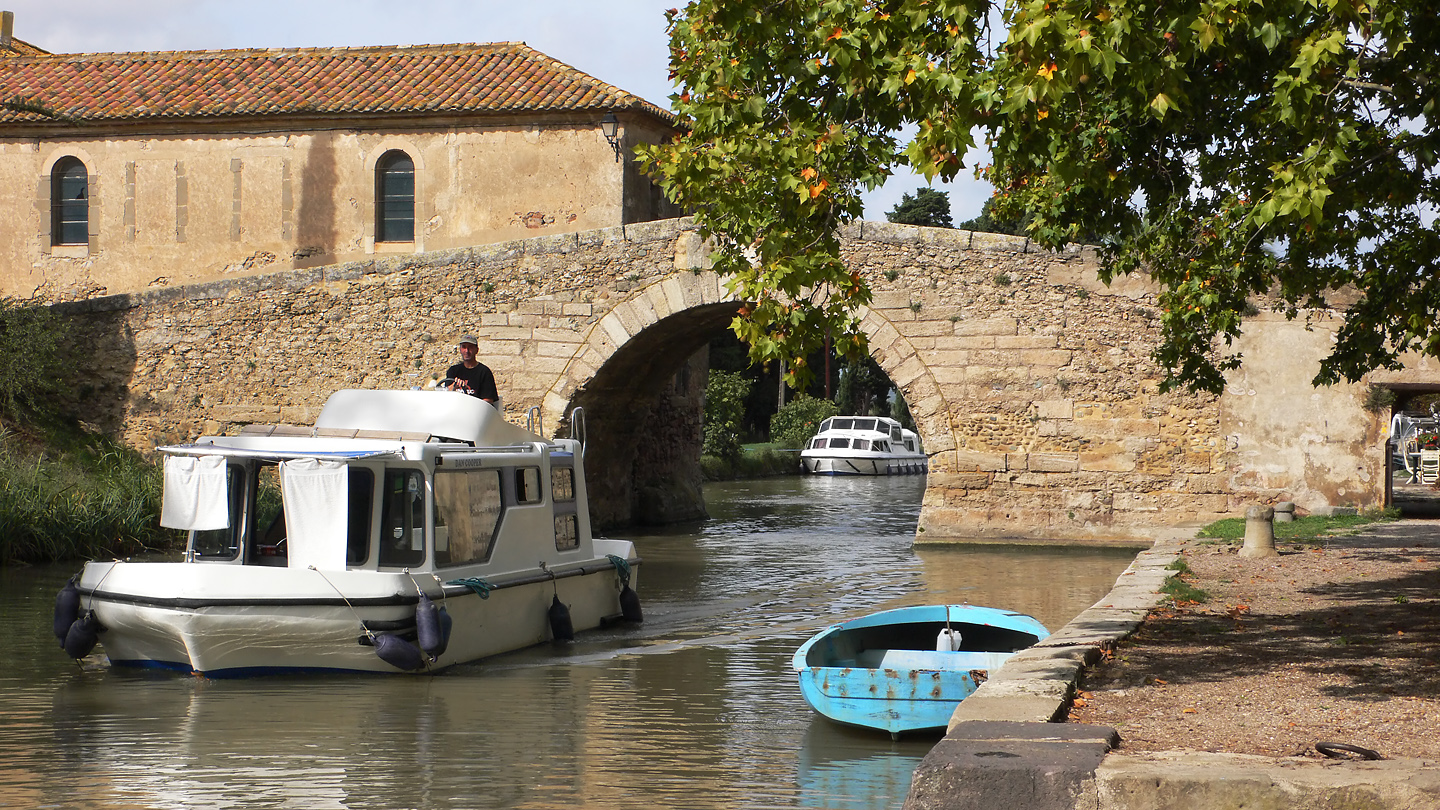
Canal du Midi

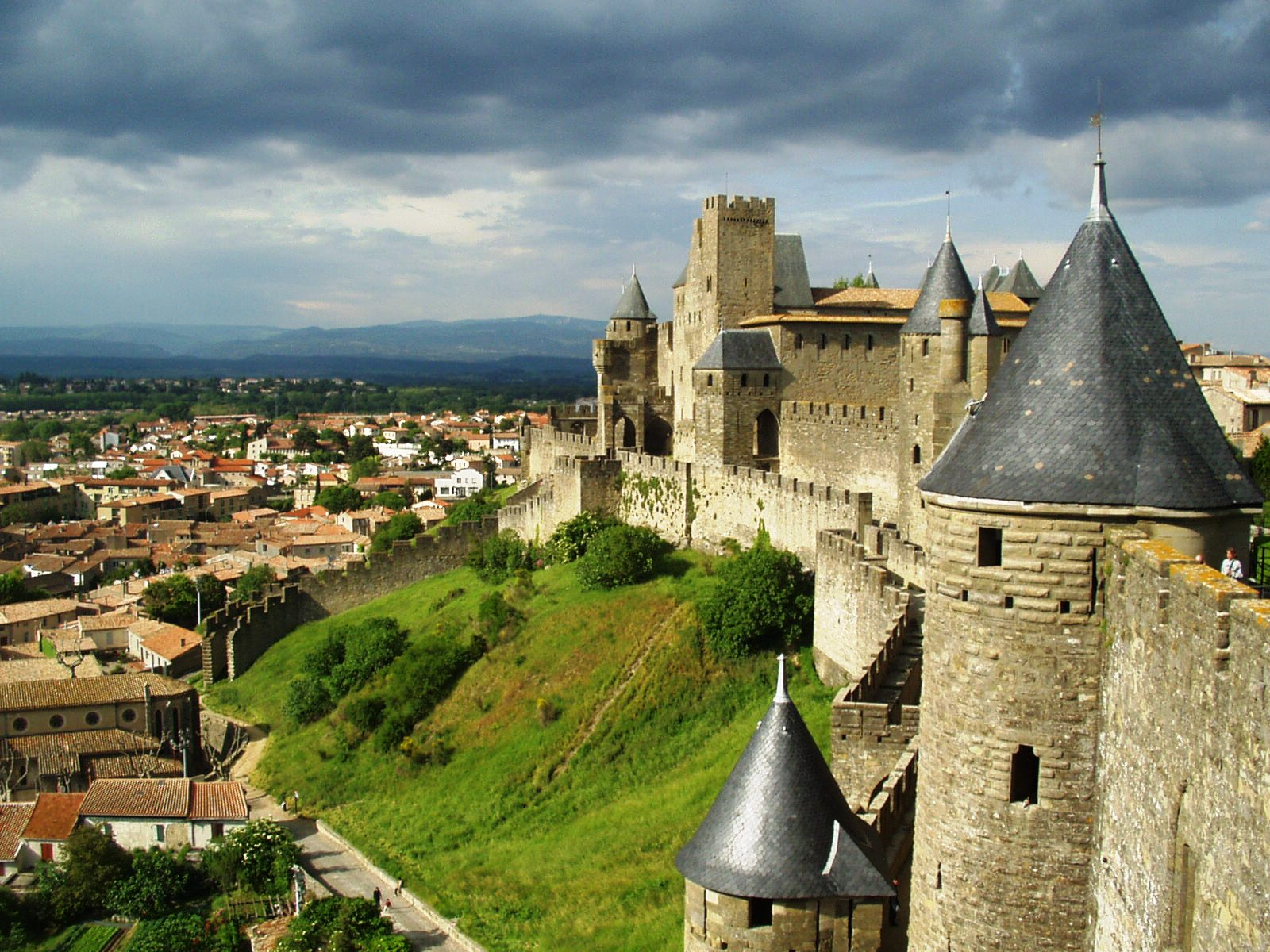
Carcassonne

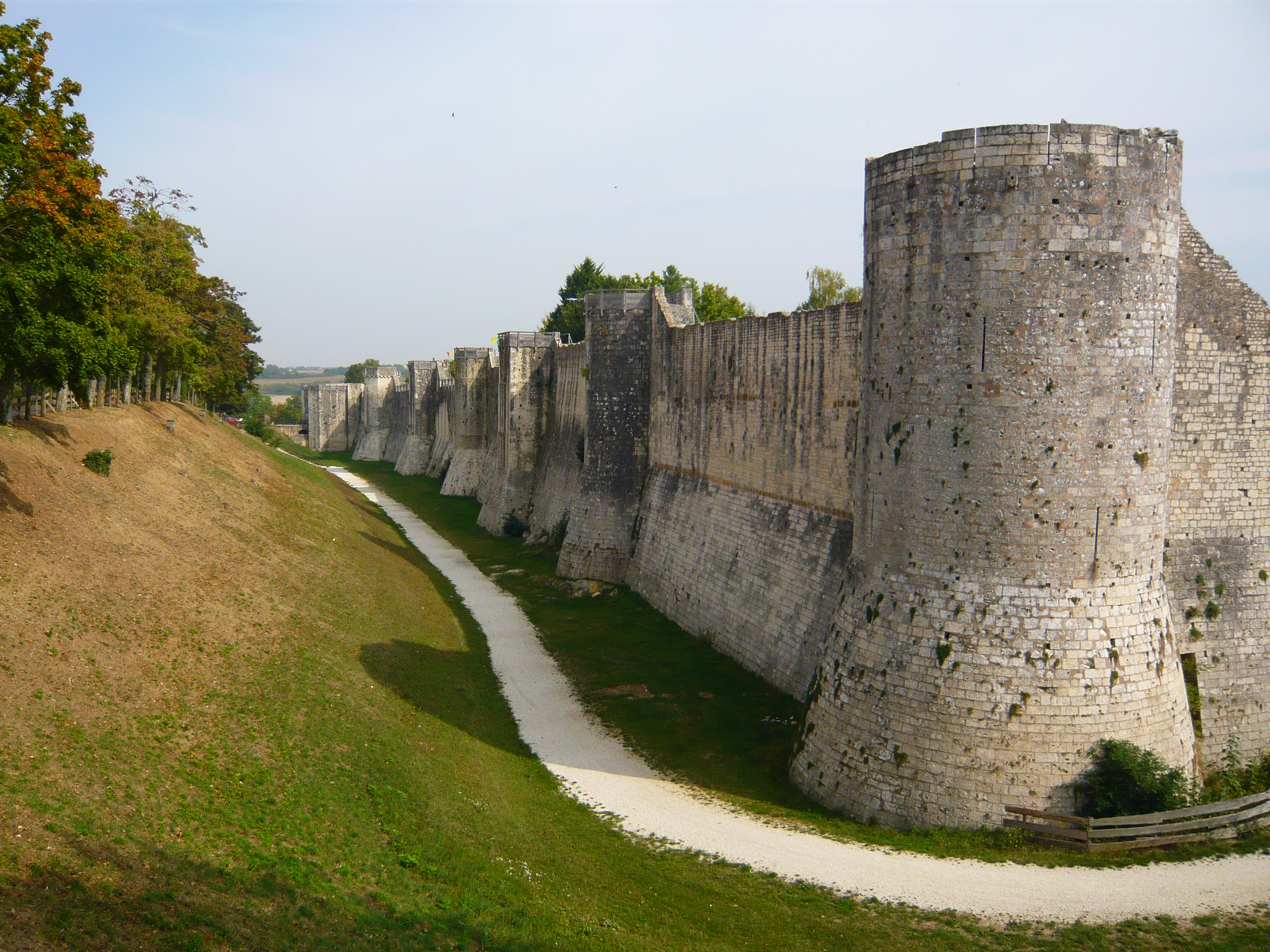
Opevnění města Provins

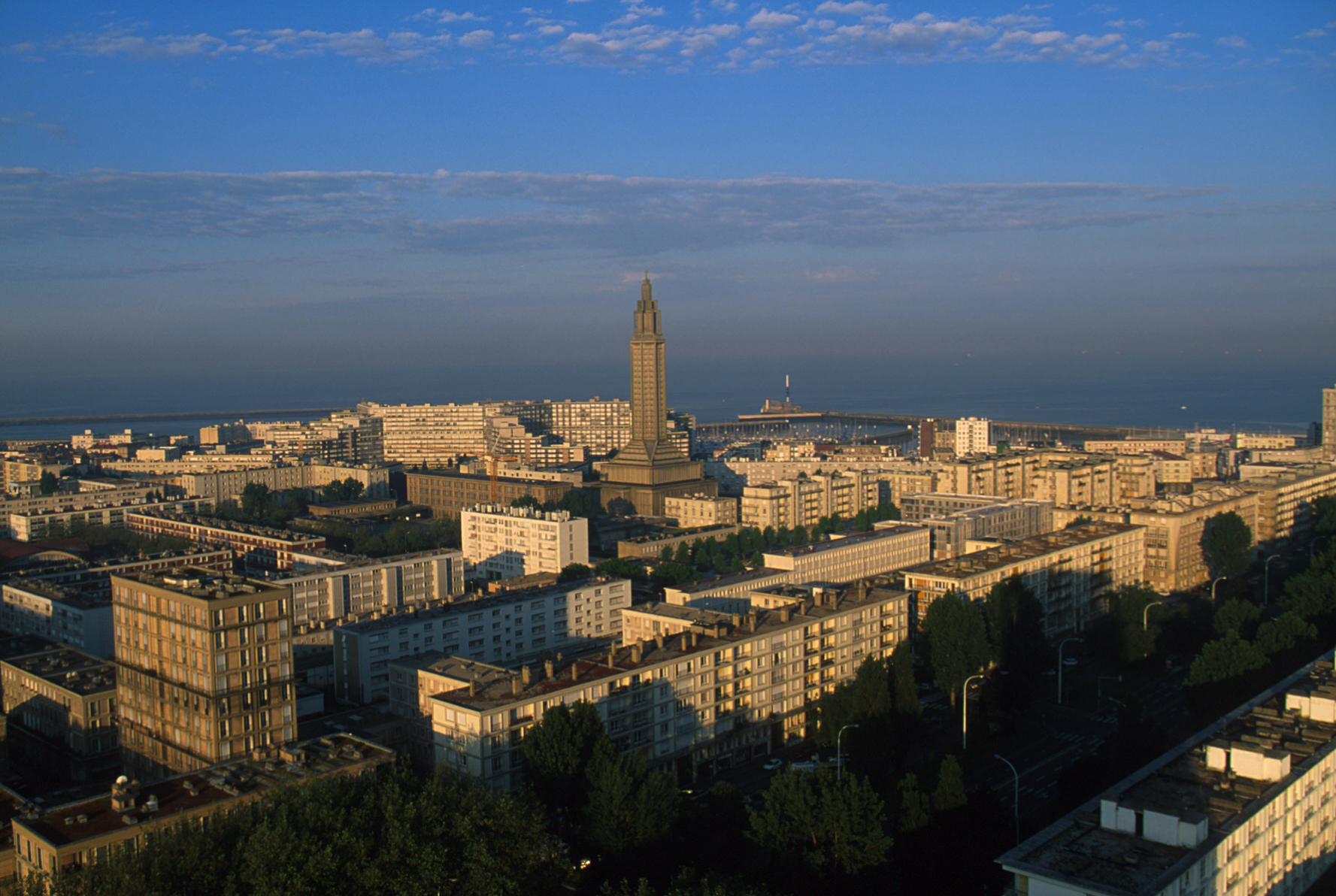
Le Havre

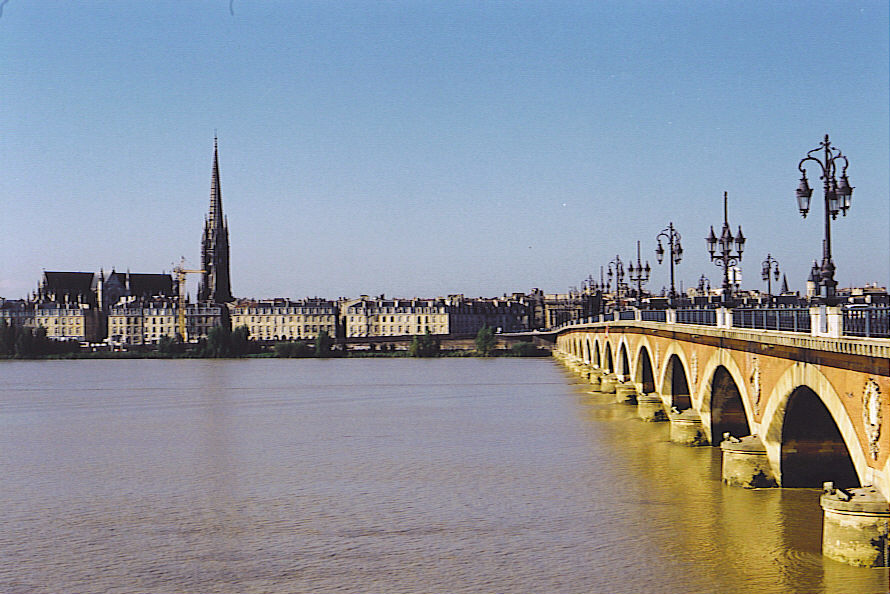
Bordeaux

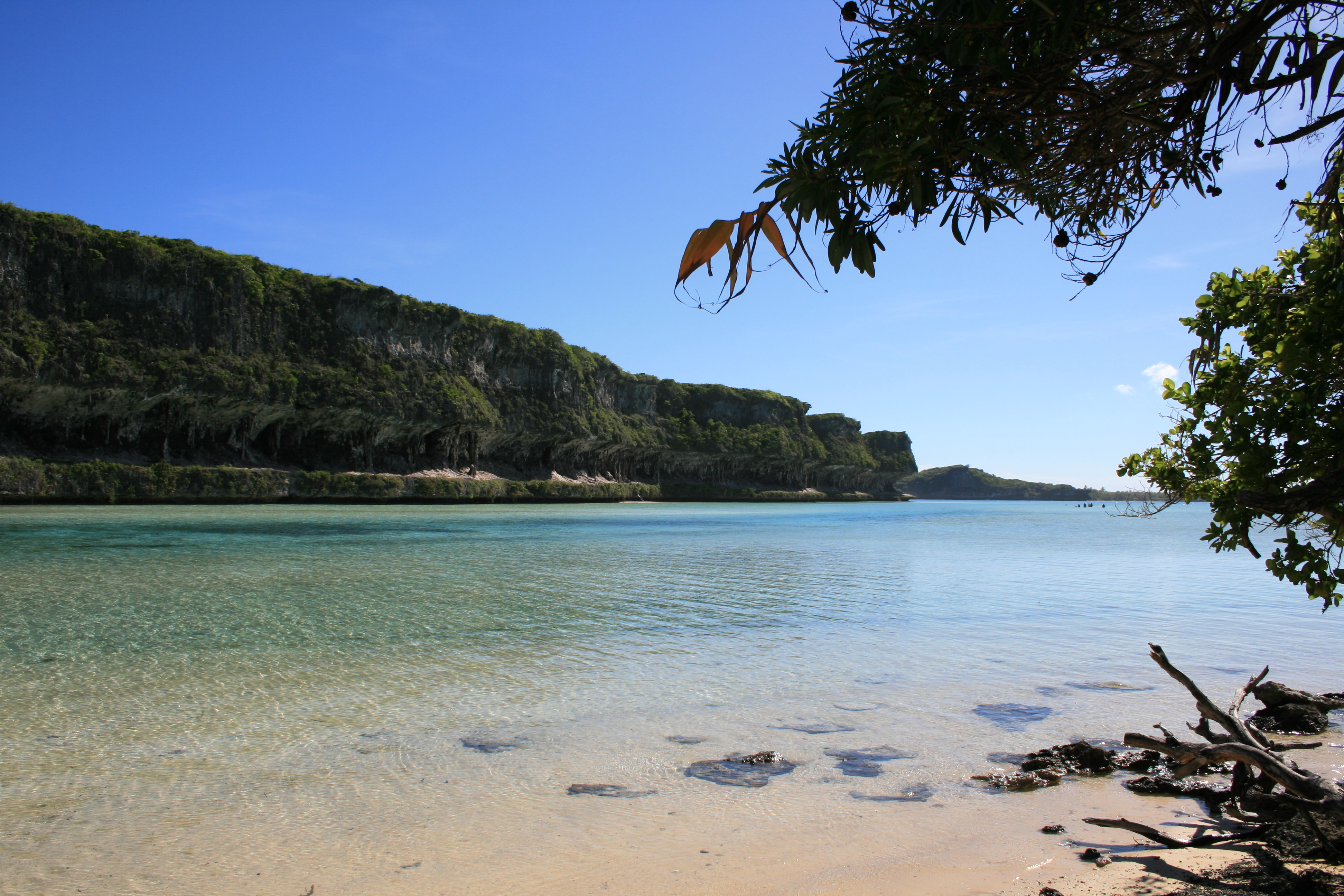
Laguny Nové Kaledonie

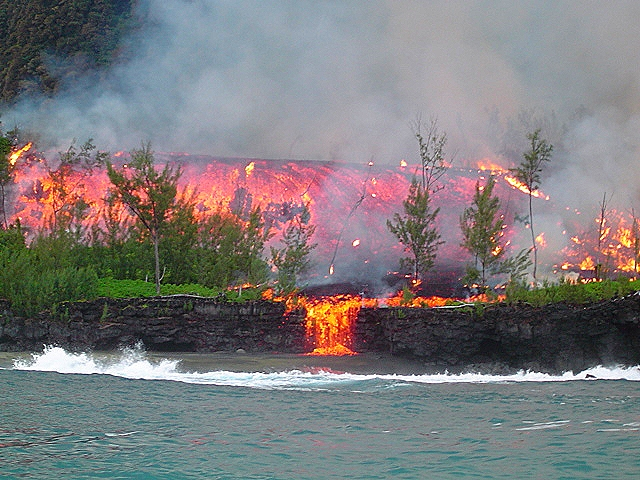
Réunion

1. Katedrála v Chartres
Chartres Cathedral
Gotická katedrála z 12. století.
1979
 http://whc.unesco.org/en/list/81
2. Jeskynní malby v údolí Vézère
Decorated Grottoes of the Vézère Valley
147 prehistorických lokalit a 25 jeskyní s malbami.
1979
 http://whc.unesco.org/en/list/85
3. Mont St. Michel a jeho zátoka
Mont-Saint-Michel and its Bay
Benediktinské opatství na ostrůvku je ukázkou stavitelského mistrovství.
1979
 http://whc.unesco.org/en/list/80
4. Versailles
Palace and Park of Versailles
Rezidence a park francouzských králů nedaleko Paříže
1979
 http://whc.unesco.org/en/list/83
5. Opatství Vézelay
Vézelay, Church and Hill
Benediktinský klášter, který byl založen v 9. století a stal se poutním místem.
1979
 http://whc.unesco.org/en/list/84
6. Katedrála v Amiens
Amiens Cathedral
Patří mezi největší gotické kostely.
1981
 http://whc.unesco.org/en/list/162
7. Klášter Fontenay
Cistercian Abbey of Fontenay
Cisterciácké opatství založené ve 12. století.
1981
 http://whc.unesco.org/en/list/165
8. Palác a park Fontainebleau
Palace and Park of Fontainebleau
Lovecký zámek francouzských králů s parkem.
1981
 http://whc.unesco.org/en/list/160
9. Arles
Roman and Romanesque Monuments of Arles
Římské a románské památky (např. divadlo, lázně, nekropole, klášter).
1981
 http://whc.unesco.org/en/list/164
10. Římské divadlo a vítězný oblouk v Orange
Roman Theatre and its Surroundings and the „Triumphal Arch“ of Orange
Stavby z počátku 1. tisíciletí.
1981
 http://whc.unesco.org/en/list/163
11. Královský solivar v Arc-et-Senans
Royal Saltworks of Arc-et-Senans
Bývalé solné doly, královský solivar a jedinečná architektonická památka.
1982
 http://whc.unesco.org/en/list/203
12. Mys Girolata, mys Porto, přírodní rezervace Scandola a Piana Calanches na Korsice
Cape Girolata, Cape Porto, Scandola Nature Reserve and the Piana Calanches in Corsica
Chrání vegetaci a faunu oblasti.
1983
 http://whc.unesco.org/en/list/258
13. Saint-Savin-sur-Gartempe
Church of Saint-Savin sur Gartempe
Opatství s nástěnnými malbami pocházejícími z 11.–12. století.
1983
 http://whc.unesco.org/en/list/230
14. Nancy
Place Stanislas, Place de la Carrière and Place d'Alliance in Nancy
Projekt tří náměstí (Place Stanislas, Place de la Carriere a Place d'Alliance) je příkladem reprezentativní i funkční architektury.
1983
 http://whc.unesco.org/en/list/229
15. Gardský most
Pont du Gard Roman Aqueduct
Most vysoký 50 metrů, který nese římský akvadukt.
1985
 http://whc.unesco.org/en/list/344
16. Štrasburk – od Grande-île po Neustadt – evropská urbanistická scéna
Strasbourg: from Grande-île to Neustadt, a European urban scene
Historické centrum Grande île a Neustadt – městská část vzniklá během německé správy města (1871-1918)
1988
 http://whc.unesco.org/en/list/495
17. Katedrála Notre Dame v Remeši, opatství v Remeši a Palác Tau
Cathedral of Notre-Dame, Former Abbey of Saint-Remi and Palace of Tau, Reims
Katedrála Notre Dame, palác Tau a opatství Saint-Remi.
1991
 http://whc.unesco.org/en/list/601
18. Paříž – nábřeží Seiny
Paris, Banks of the Seine
Břehy řeky Seiny od Louvru až k Eiffelově věži.
1991
 http://whc.unesco.org/en/list/600
19. Katedrála svatého Štěpána v Bourges
Bourges Cathedral
Katedrála z 12.–13. století.
1992
 http://whc.unesco.org/en/list/635
20. Historické centrum Avignonu
Historic Centre of Avignon
Historické jádro města, včetně Papežského paláce.
1995
 http://whc.unesco.org/en/list/228
21. Kanál du Midi
Canal du Midi
360 km dlouhá síť vodních cest ze 17. století spojuje Středozemní moře s Atlantikem.
1996
 http://whc.unesco.org/en/list/770
22. Historické opevněné město Carcassonne
Historic Fortified City of Carcassonne
Příklad středověkého opevněného města, včetně zábran obklopujících hrad, přidružené domy, ulice a gotické katedrály.
1997
 http://whc.unesco.org/en/list/345
23. Historické centrum Lyonu
Historic Site of Lyons
Mnoho historických budov z různých období evropské historie.
1998
 http://whc.unesco.org/en/list/872
24. Poutní místa do Santiaga de Compostely ve Francii
Routes of Santiago de Compostela in France
4 hlavní trasy, kterými putovali poutníci z celé Evropy a jejich památníky.
1998
 http://whc.unesco.org/en/list/868
25. Zvonice v Belgii a Francii
Belfries of Belgium and France
Třicet zvonic středověkého původu přiléhajících k radnicím, výjimečně ke kostelu. Jsou součástí i belgického světového dědictví.
1999, 2005
http://whc.unesco.org/en/list/943
26. Správní oblast Saint-Émilion
Jurisdiction of Saint-Emilion
Výjimečná krajina, zcela zaplněná vinicemi, s mnoha historickými památkami.
1999
 http://whc.unesco.org/en/list/932
27. Údolí Loiry mezi městy Maine a Sully-sur-Loire a Chalonnes
The Loire Valley between Sully-sur-Loire and Chalonnes
Krajina zahrnující historická města, vesnice, hrad.
2000
 http://whc.unesco.org/en/list/933
28. Provins, město středověkých trhů
Provins, Town of Medieval Fairs
Opevněné středověké město Provins se nachází v oblasti Champagne a bylo svědkem rozvoje vlnařského průmyslu a také pořádání mezinárodních trhů.
2001
 http://whc.unesco.org/en/list/873
29. Le Havre – město obnovené Augustem Perretem
Le Havre, the city rebuilt by Auguste Perret 
Město zničené bombardováním za 2. světové války bylo obnoveno podle plánů týmu vedeného Augustem Perretem v letech 1945 až 1964.
2005
 http://whc.unesco.org/en/list/1181
30. Historické centrum Bordeaux
Bordeaux, Port of the Moon 
Historické centrum města. Po Paříži má nejvíce památkově chráněných objektů ve Francii.
2007
http://whc.unesco.org/en/list/1256
31. Monte Perdido v Pyrenejích
Pyrénées – Mont Perdu 
Skalní masiv, který je součástí světového dědictví Francie i Španělska.
2007
http://whc.unesco.org/en/list/773
32. Laguny Nové Kaledonie
Lagoons of New Caledonia: Reef Diversity and Associated Ecosystems
2008
http://whc.unesco.org/en/list/1115
33. Vaubanova opevnění
Fortifications of Vauban
2008
http://whc.unesco.org/en/list/1283
34. Episkopální město Albi
Episcopal City of Albi
Město Albi je tvořeno kohezním a homogenním souborem středověkých staveb (katedrála, most, biskupský palác) a obytnou čtvrtí
2010
http://whc.unesco.org/en/list/1337
35. Vrcholky, přírodní amfiteátry a skalní stěny ostrova Réunion
Pitons, cirques and remparts of Reunion Island
Hornatá krajina s útesy, roklemi. Ve zdejším deštném lese žije mnoho endemických druhů fauny a flory.
2010
http://whc.unesco.org/en/list/1317
36. Prehistorická kůlová obydlí v Alpách
Prehistoric Pile dwellings around the Alps
Kůlová obydlí z období 5000 až 500 let před naším letopočtem v blízkosti jezer, řek či mokřadů.
2011
 http://whc.unesco.org/en/list/1363
37. Oblast Causses a Cévennes
The Causses and the Cévennes, Mediterranean agro-pastoral Cultural Landscape
Zemědělsko-pastevecká kulturní krajina na jihu Francie u Středozemního moře
2011
 http://whc.unesco.org/en/list/1153
38. Doly v Nord-Pas de Calais
Nord-Pas de Calais Mining Basin
Pozoruhodná kulturní krajina, která byla po 300 let utvářena těžbou uhlí.
2012
http://whc.unesco.org/en/list/1360
39. Chauvetova jeskyně
Decorated cave of Pont d’Arc, known as Grotte Chauvet-Pont d’Arc, Ardèche
Naleziště jeskynních maleb z období svrchního paleolitu (aurignacien).
2014
http://whc.unesco.org/en/list/1426
40. Svahy, vinařství a vinné sklepy Champagne
Champagne Hillsides, Houses and Cellars
Vinařská oblast Champagne.
2015
 http://whc.unesco.org/en/list/1465
41. Climats (vinice) Burgundska
Climats, terroirs of Burgundy
 Vinařská oblast Burgundsko.
2015
 http://whc.unesco.org/en/list/1425
42. Práce Le Corbusiera – nevšední příspěvek modernistickému hnutí
The Architectural Work of Le Corbusier, an Outstanding Contribution to the Modern Movement
17 rozličných staveb na území Argentiny, Belgie, Francie, Švýcarska, Německa, Indie a Japonska.
2016
http://whc.unesco.org/en/list/1321
43. Marae Taputapuatea
Taputapuatea
Marae na ostrově Raiatea – politické, obřadní a pohřební centrum východní části Polynésie.
2017
 http://whc.unesco.org/en/list/1529
44. Chaîne des Puys, zlomová tektonická oblast v Limagne
Chaine des Puys - Limagne fault tectonic arena
Oblast s výskytem geologických útvarů jako např. sypané kužele, maary, sopečné dómy.
2018
https://whc.unesco.org/en/list/1434
45. Francouzská jižní území a moře
French Austral Lands and Seas
Odlehlost těchto ostrovů od center lidské činnosti z nich činí velmi dobře zachované vitríny biologické evoluce a jedinečný terén pro vědecký výzkum.
2019
https://whc.unesco.org/en/list/1603
46. Slavná lázeňská města Evropy
The Great Spa Towns of Europe
11 měst, které jsou svědectvím mezinárodní evropské lázeňské kultury, která se rozvíjela od počátku 18. století do 30. let 20. století.
2020
http://whc.unesco.org/en/list/1613
47. Maják Cordouan
Cordouan Lighthouse
Přes 400 let stále sloužící maják, jehož architektonickou podobu inspirovala antika, stejně tak renesance a manýrismus. 
2020
http://whc.unesco.org/en/list/1625
48. Nice, zimní letovisko na Riviéře
Nice, Winter Resort Town of the Riviera
Díky svému mírnému klimatu a přímořské poloze na úpatí Alp je "zimním letoviskem riviéry", jehož rozvoj typické přímořské promenády zde začal v roce 1832. 
2021
http://whc.unesco.org/en/list/1635
49. Původní bukové lesy Karpat a dalších oblastí Evropy
Primeval Beech Forests of the Carpathians and Other Regions of Europe
Zachovalé bučiny v různých oblastech Evropy od Pyrenejí po Černé moře.
2007, 2011, 2017, 2021
http://whc.unesco.org/en/list/1133
50. Pohřební a pietní místa první světové války (západní fronta)
Funerary and memory sites of the First World War (Western Front)
Památka zahrnuje různé vojenské hřbitovy, pohřebiště na bojištích a nemocniční hřbitovy, často kombinované s památníky.
2023
https://whc.unesco.org/en/list/1567
51. Sopky a lesy Mont Peleé a Pitons severního Martiniku
Volcanoes and Forests of Mount Pelée and the Pitons of Northern Martinique
Zachovalé lesy a sopečná krajina.
2023
https://whc.unesco.org/en/list/1657
52. Maison carrée v Nîmes
The Maison Carrée of Nîmes
Starověký římský chrám. 
2023
https://whc.unesco.org/en/list/1569
53. Te Henua Enata - Markézy
Te Henua Enata – The Marquesas Islands
Svědectví o osídlení ostrovů lidmi sahajícím až do 10. století.
2024
https://whc.unesco.org/en/list/1707
54. Megality v Carnacu a na pobřeží Morbihanu
Megaliths of Carnac and of the shores of Morbihan
Řady megalitických kamenů z doby neolitu. 
2025
https://whc.unesco.org/en/list/1725

## Gruzie

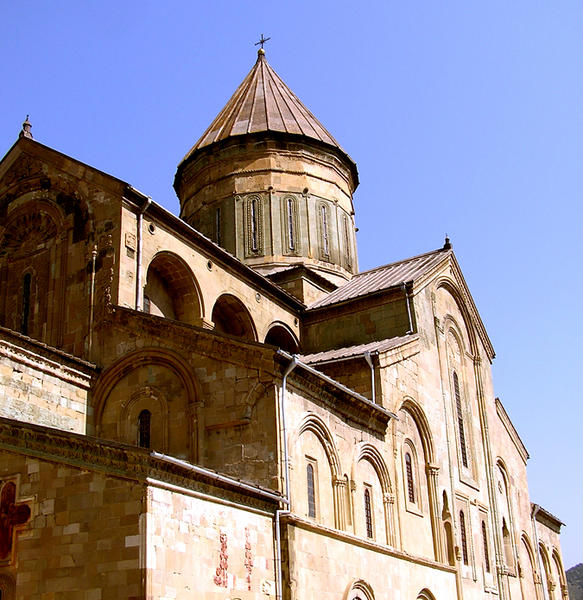
Katedrála v Mcchetě

1. klášter Gelati
Gelati Monastery
Zachovalý klášter Gelati reprezentuje středověkou architekturu Gruzie.
1994
 http://whc.unesco.org/en/list/710
2. Historické památky v Mcchetě
Historical Monuments of Mtskheta
Starověké hlavní město Gruzie a jeho kostely jsou příkladem vyspělé středověké architektury na Kavkaze.
1994
 http://whc.unesco.org/en/list/708
3. Horní Svanetie
Upper Svaneti
Odloučená horská oblast ukrývá unikátní středověké vesnice a věžové domy.
1996
 http://whc.unesco.org/en/list/709
4. Kolchidské deštné lesy a mokřady
Colchic Rainforests and Wetlands
Starověké opadavé kolchidské deštné pralesy a mokřady zahrnují velmi různorodou flóru a faunu a slouží jako zastávka na migračních trasách ptáků.
2020
 http://whc.unesco.org/en/list/1616

## Chorvatsko

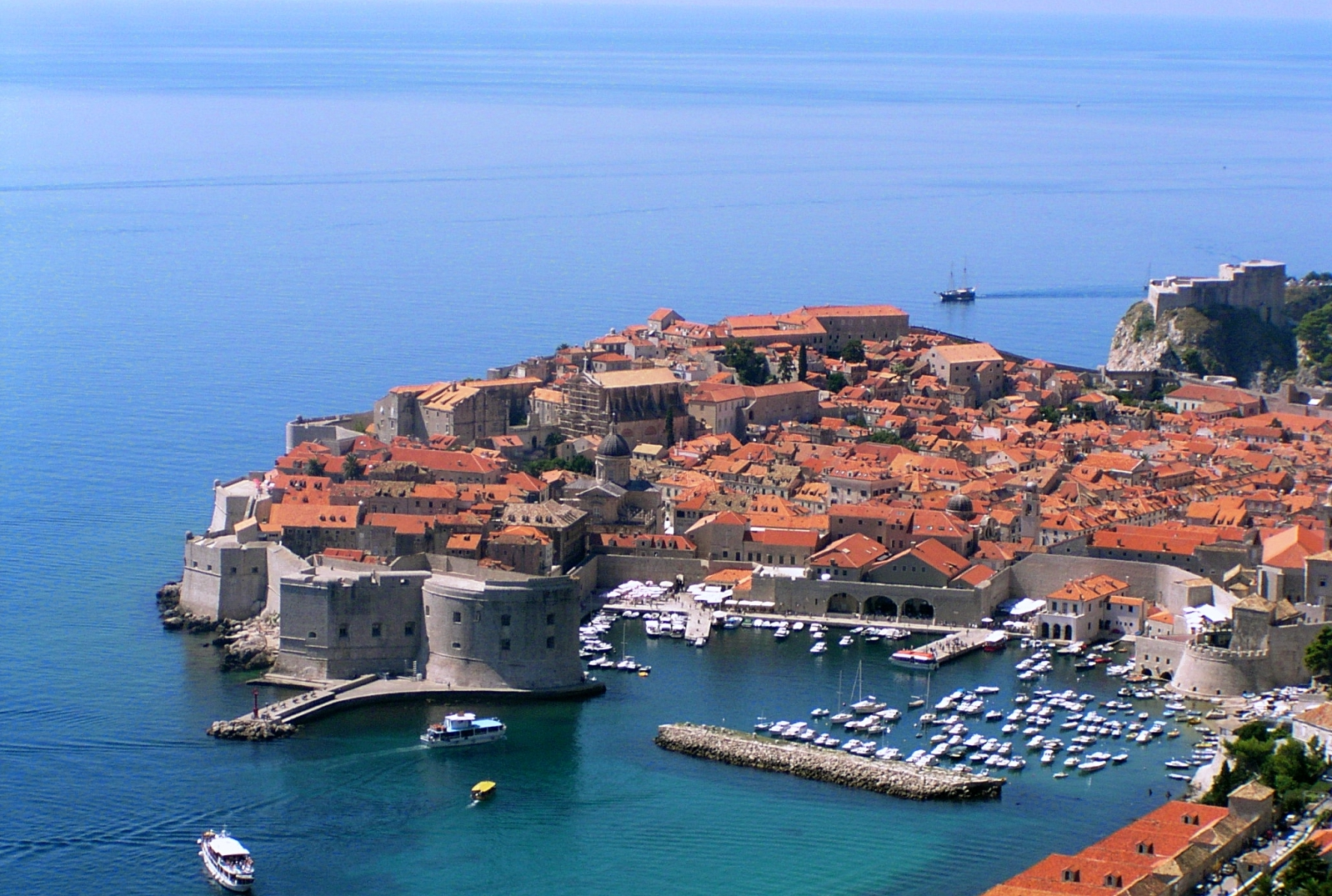
Staré město Dubrovníku

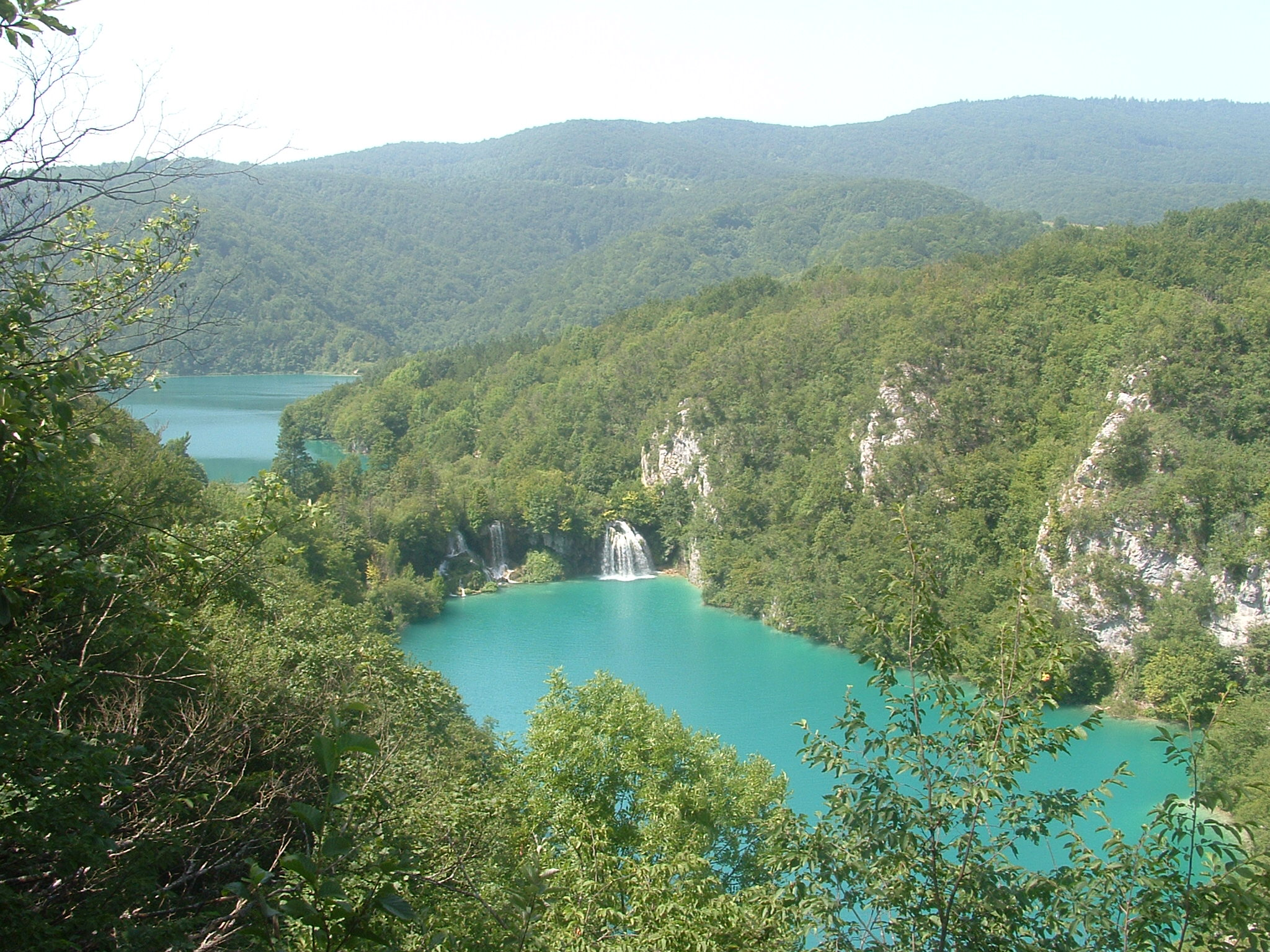
Národní park Plitvická jezera

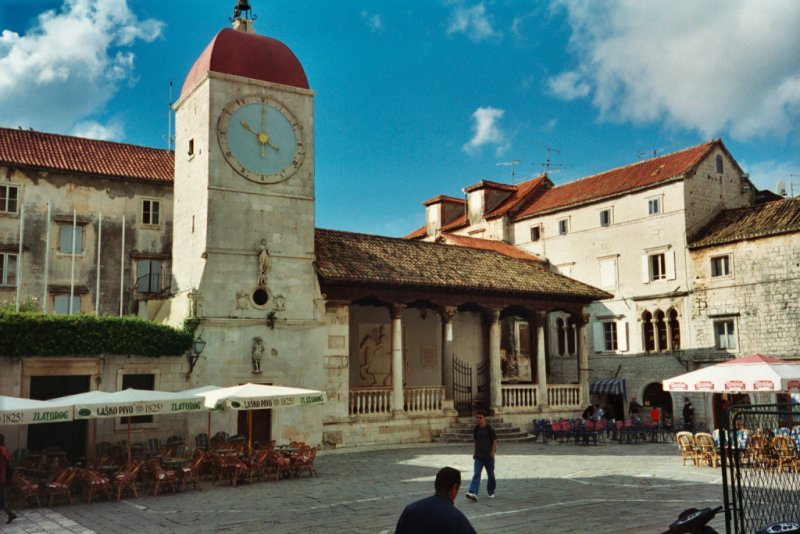
Trogir

1. Split – historický komplex a Diokleciánův palác
Historical Complex of Split with the Palace of Diocletian
Historické centrum města s římskými, románskými, gotickými i barokními památkami.
1979
 http://whc.unesco.org/en/list/97
2. Staré Město Dubrovníku
Old City of Dubrovnik
Staré město a přístav na jadranském pobřeží a jeho památky.
1979, 1994
 http://whc.unesco.org/en/list/95
3. Národní park Plitvická jezera
Plitvice Lakes National Park
Národní park v krasové oblasti, jezera, jeskyně, vodopády.
1979, 2000
 http://whc.unesco.org/en/list/98
4. Biskupský komplex v Poreči s bazilikou sv. Eufrazia
Episcopal Complex of the Euphrasian Basilica in the Historic Centre of Poreč
Nejúplnější stojící komplex tohoto typu. (Bazilika, atrium, baptisterium a biskupský palác) Bazilika kombinuje klasické a byzantské prvky.
1997
 http://whc.unesco.org/en/list/809
5. Historické město Trogir
Historic City of Trogir
Trogir je pozoruhodný příklad městské kontinuity. Pravoúhlý vzor ulic se datuje od hellénských dob, románské kostely, které jsou doplňovány význačnými renesančními a barokními budovami z dob Benátčanů.
1997
 http://whc.unesco.org/en/list/810
6. Katedrála sv. Jakuba v Šibeniku
The Cathedral of St James in Šibenik
Katedrála postavená výhradně z kamene a použity byly unikátní techniky pro klenby a dóm, kde se úspěšně mísí gotika s renesancí.
2000
 http://whc.unesco.org/en/list/963
7. Starigradská pláň
Stari Grad Plain
2008
http://whc.unesco.org/en/list/1240
8. Středověké náhrobní kameny stećci
Stećci Medieval Tombstones Graveyards
Skupiny náhrobních kamenů v Bosně a Hercegovině, Chorvatsku, Srbsku a Černé Hoře z 12. až 16. století.
2016
 http://whc.unesco.org/en/list/1504
9. Původní bukové lesy Karpat a dalších oblastí Evropy
Primeval Beech Forests of the Carpathians and Other Regions of Europe
Zachovalé bučiny v různých oblastech Evropy od Pyrenejí po Černé moře.
2007, 2011, 2017, 2021
http://whc.unesco.org/en/list/1133
10. Benátské obranné stavby mezi 15. a 17. stoletím: Stato da Terra – západní Stato da Mar
Venetian Works of Defence between 15th and 17th centuries: Stato da Terra – western Stato da Mar
Městské hradby, pevnosti a další obranné stavby v Kotoru, Šibeniku, Zadaru, Bergamu, Peschieře del Garda a Palmanově.
2017
 http://whc.unesco.org/en/list/1533